# 福島第一原子力発電所事故
福島第一原子力発電所事故（ふくしまだいいちげんしりょくはつでんしょじこ、英: Fukushima Daiichi nuclear disaster）は、2011年3月11日に発生した東北地方太平洋沖地震とそれに伴う津波により、東京電力の福島第一原子力発電所で発生した原子力事故。1986年4月のチェルノブイリ原子力発電所事故以来、最も深刻な原子力事故となった。国際原子力事象評価尺度（INES）において、7段階レベルのうち、当初はレベル5に分類されたが、後に最高レベルの7（深刻な事故）に引き上げられた。なお、レベル7に分類されている事故は、チェルノブイリ原子力発電所事故と、福島第一原子力発電所事故の2つのみとなっている。

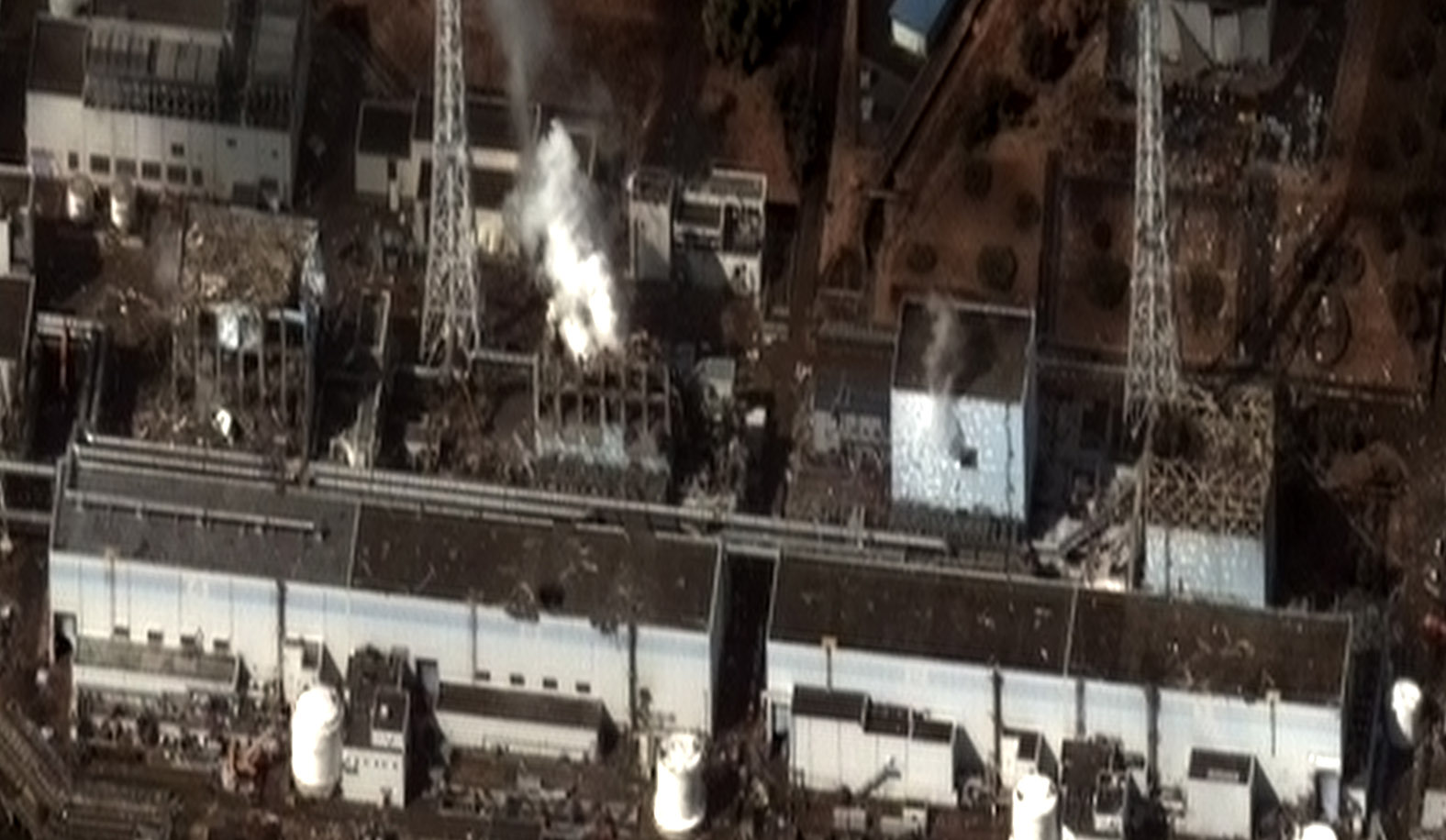
左から4号機→3号機→2号機→1号機
（2011年3月16日撮影）

2015年3月時点で、原子炉内にあった核燃料のほぼ全量が溶融している。
東日本大震災の一環として扱われている。この事故に起因する放射性物質による汚染で、2024年6月時点、帰還困難区域は、高知市とほぼ同じ面積の309km2（東京ドーム約6,609個分）となっている。
2024年現在、廃炉作業が行われており、順調に進行すれば2041年から2051年頃までに完了する見込みとなっている。

## 概要
2011年（平成23年）3月11日の東北地方太平洋沖地震発生当時、福島第一原子力発電所（以下「原子力発電所」は「原発」と略す）では1 - 3号機が運転中で、4 - 6号機は定期検査中だった。1 - 3号機の各原子炉は地震で自動停止。地震による停電で外部電源を失ったが、地下に設置されていた非常用ディーゼル発電機（略称：DG）が起動した。
ところが地震の約50分後、遡上高14 -15m（コンピュータ解析では、高さ13.1m） の津波が発電所を襲い、非常用ディーゼル発電機が津波の海水によって故障した。さらに電気設備、ポンプ、燃料タンク、非常用バッテリーなど多数の設備が損傷または流失したため、全電源喪失（ステーション・ブラックアウト、略称：SBO）に陥った。このため、ポンプを稼働できなくなり、原子炉内部や使用済み核燃料プールへの注水が不可能となったことで、核燃料の冷却ができなくなった。核燃料は運転停止後も膨大な崩壊熱を発するため、注水し続けなければ原子炉内が空焚きとなり、核燃料が自らの熱で溶け出す。
実際に、1 - 3号機共に核燃料収納被覆管の溶融によって核燃料ペレットが原子炉圧力容器（圧力容器）の底に落ちる炉心溶融（メルトダウン）が起き、溶融した燃料集合体の高熱で、圧力容器の底に穴が開いたか、または制御棒挿入部の穴およびシールが溶解損傷して隙間ができたことで、溶融燃料の一部が圧力容器の外側にある原子炉格納容器（格納容器）に漏れ出した（メルトスルー）。また、燃料の高熱そのものや、格納容器内の水蒸気や水素などによる圧力の急上昇などが原因となり、一部原子炉では格納容器の一部が損傷に至ったと見られ、うち1号機は圧力容器の配管部が損傷したと見られている。
また、1 - 3号機ともメルトダウンの影響で、水素が大量発生し、原子炉建屋、タービン建屋各内部に水素ガスが充満。1・3・4号機は水素爆発を起こして原子炉建屋、タービン建屋および周辺施設が大破した（4号機は定期検査中であったが、3号機から、給電停止と共に開放状態であった非常用ガス処理系配管を通じて充満した可能性が高い）。
格納容器内の圧力を下げるために行われた排気操作（ウェットベント・ドライアルベント）や、水素爆発、格納容器の破損、配管の繋ぎ目からの蒸気漏れ、冷却水漏れなどにより、大気中や土壌・海洋・地下水へ大量の放射性物質が放出された。複数の原子炉（1 - 3号機）が連鎖的に炉心溶融、複数の原子炉建屋（1・3・4号機）のオペレーションフロアで水素爆発が発生し、大量に放射性物質を放出するという、史上例を見ない大規模な原発事故となった。
事故により、大気中に放出された放射性物質の量は、諸説あるが、東京電力の推計によるとヨウ素換算値で約90京ベクレル（Bq）で、チェルノブイリ原子力発電所事故での放出量520京Bqの約1/6に当たる。東京電力は、2011年8月時点で、半月分の平均放出量は2億Bq（0.0002TBq = 0.2GBq）程度と発表している。空間放射線量が年間5ミリシーベルト（mSv）以上の地域は約1800km2、年間20mSv以上の地域は約500km2の範囲に及んだ。
日本国政府は、福島第一原発から半径20km圏内を「警戒区域」、20km以遠の放射線量の高い地域を「計画的避難区域」として避難対象地域に指定し、10万人以上の住民が避難した。2012年4月以降、放射線量に応じて避難指示解除準備区域、居住制限区域、帰還困難区域に再編され、帰還困難区域では立ち入りが原則禁止された。2014年4月以降、一部地域で徐々に避難指示が解除され、避難指示解除準備区域・居住制限区域では2020年3月に全て解除されたが、帰還困難区域では一部地区を除き避難指示が続いている。

## 事故の内容

### 事故経過

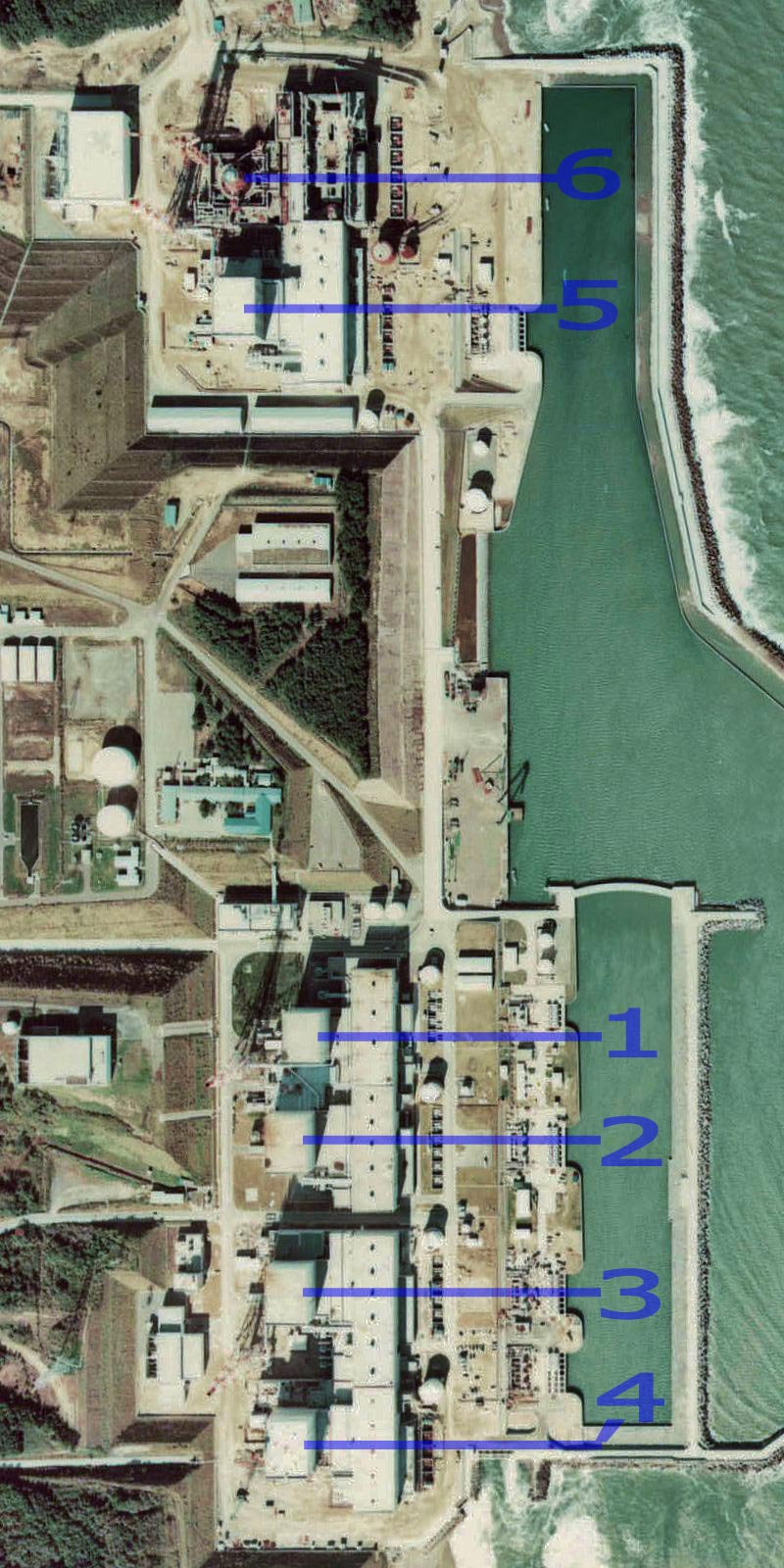
各原子炉の配置図
（1975年撮影。3号機から6号機は当時建設中）
・6号機が相馬側
・4号機がいわき側

#### 地震と津波による電源喪失
日本近海の牡鹿半島沖で2011年3月11日14時46分に発生した東北地方太平洋沖地震で、福島第一原発の在る大熊町は震度6強の揺れとなり、最大加速度は設計値の約126パーセントの550ガルを記録、施設内外に多くの破損が起こった。参考までに他の地震と比べると、兵庫県南部地震（阪神・淡路大震災）で観測された最大加速度は818ガル、事故時までの世界最大はギネスブックによると、2008年6月14日の岩手・宮城内陸地震での4022ガルである。
この地震により、稼働中の1 - 3号機は自動的に制御棒が挿入され緊急停止した（原子炉スクラム）。原発に電力を供給していた6系統の送電線の内の鉄塔1基が地震による土砂崩れで倒壊し、5号機・6号機が外部電源を喪失した。1 - 4号機もまた、送電線の断線やショート、関連設備の故障などにより、同じく外部電源を喪失した。外部電源を損失したために館内は停電し、大量の水が降ってきた場所もあり、作業員は緊急退避した。
外部電源が失われたため、一旦は非常用電源（ディーゼル発電機）が起動して切り替わった。しかし、太平洋から押し寄せた大きな津波が、地震発生41分後の15時27分の第一波以後、数回に渡り原発を襲った。津波は低い防波堤を越え、施設を大きく破壊し、地下室や立坑にも浸水した。地下にあった1 - 6号機の非常用電源は水没し、二次冷却系海水ポンプや、燃料のオイルタンクも流失した。
このため、1・2・4号機が全電源喪失、3・5号機が全交流電源喪失に陥り（3号機は最終的にバッテリーが枯渇し、全電源を喪失した）、非常用炉心冷却装置（ECCS）や冷却水循環系のポンプも動かせなくなった。しかも、海水系冷却装置系統（RHR）は津波で破損した。核燃料は原子炉停止後も長い年月、崩壊熱を発し続けるため、長時間冷却が滞ると過熱を起こし、重大な事故に繋がる。
一旦冷却不能になれば、燃料棒は過熱し続けて炉内温度は上昇し、そのため冷却水からの水蒸気発生によって炉内水位は低下し、圧力容器と格納容器の内圧が上昇。燃料ペレット被覆管（ジルカロイ材）溶融による化学反応で多量の水素が発生--といった過程は進行を続け、有効な対策を打たない限りは数十時間程度で爆発する可能性がある。
これを防ぐため、格納容器内の蒸気を外に逃がす操作（ベント）を行い格納容器の圧力を下げる必要がある。しかし、ベントによっても放射性物質は放出されるのであり、最悪の事態を避けるためのやむを得ない措置である。通常行なわれるベントは、ウェットベント（=PCVベント）といい、格納容器内の蒸気を圧力抑制室内に貯められた水にくぐらせて大半の放射性物質を取り除いてから外部に放出する。ドライベントは、格納容器から直接外部に放出するためより多くの放射性物質が放出されることになる。
電源喪失により、原子炉冷却機能を失っただけでなく、原子炉の状態を示す各計器の値が表示されなくなり、さらに発電所内の照明、通信機能も失ったことが、事故対応を極めて困難なものにした。また津波によって発電所敷地内に瓦礫、車両、重油タンク等が散乱し、事故復旧のための資材搬入や車両通行を妨げた。さらに、大津波警報が継続するとともに大きな余震が繰り返し発生し、それらへの警戒から作業は度々中断を余儀なくされた。
1号機では最も早く注水が止まり、地震翌日までに炉心溶融・建屋爆発に繋がった。2号機では蒸気タービン駆動の隔離時注水系（RCIC）が3日間、炉心に水を注入し続けた。直流電源の残っていた3号機も2日間注水が継続していた（2・3号機は、全交流電源喪失を考慮し、隔離時注水系（RCIC）および高圧注水系（HPCI）と、2系統の蒸気タービン駆動注水装置がある）。
しかし、停電時間は電力会社が設計上想定してきた最大8時間に収まらず、非常用バッテリーを使い切った。交通渋滞による電源車の遅れ、原子炉の電圧と合う電源車が62台のうち1台しかなかったこと、電源車の出力不足、唯一の受電施設が水没したこと、地震翌日に開通した仮設電源ケーブルが開通6分後に1号機の水素爆発で吹き飛ばされたこと、自衛隊や在日米軍による電源車のヘリコプター空輸が重量超過のため、搬送できなかったことなどの複合要因により、全電源喪失の時間が長期化した。

#### 1号機における事故の進展
1号機（北緯37度25分22.7秒 東経141度1分58.7秒 / 北緯37.422972度 東経141.032972度）では、3月11日14時46分の地震発生後、14時52分に原子炉を冷却する非常用復水器（イソコン）が起動したが、急激な圧力低下を緩和するため（圧力容器の破損を避けるため）作業員は手動での操作（起動・停止を繰り返し）に切り替えた。その操作中の15時半頃、津波に襲われ、地下にあった非常用ディーゼル発電機（DG）が水没、その他の電気系統も水没し、全電源喪失（DGトリップ）に陥った。全電源喪失の喪失まで起動と停止を繰り返していたイソコン（イソコンは電気がなくても機能する）が止まっているか、動いているかがわからなくなった。そのため、免震重要棟の職員に豚の鼻と呼ばれるイソコンの排気口を見に行かせたが、モヤモヤとした蒸気しか出ていなかった。このことからイソコンは停止していることが確認された。東京電力は、17時に電源車を出動させたが交通渋滞で動けず、18時20分に東北電力に電源車の出動を要請したが、到着は22時で、津波の被害・電圧不一致もあって、翌3月12日15時まで接続できなかった。
一方、11日19時30分に1号機の燃料は蒸発による水位低下で全露出して炉心溶融が始まり、20時50分から動かしていたディーゼル駆動消火ポンプも翌12日1時48分に機能停止、翌12日明方6時頃には全燃料がメルトダウンに至ったとみられる。1号機は上記の経緯で、地震発生後5時間で燃料が露出したとみられ、15時間ほどで炉心溶融したと思われる。
東京電力は11日夕方から夜にかけて、非常用復水器が停止していることを認識せず、注水が行われているとみていた（後述）。ところが11日23時頃から1号機原子炉内圧力の異常な上昇を検知し、格納容器内部圧力は設計強度の1.5倍にも達したため、3月12日0時6分頃、福島第一原発所長の吉田昌郎は、ベントの準備をするよう指示した。
経済産業大臣海江田万里も3月12日早朝、大量の放射性物質が大気中に放出されるおそれ、また水素爆発低減用に充填されている窒素も抜けてしまうおそれは承知の上で、ベント実施を命令し、内閣総理大臣菅直人も福島第一原発を訪れて、ベントを急ぐように指示した。菅の突然の訪問予定に第一原発の吉田所長は難色を示し、人員に余裕がないため一人で応対しようと決めた。菅は第一原発に向かうヘリコプターに同乗した原子力安全委員長班目春樹に「俺の質問にだけ答えろ」と命じて他の説明を拒否したとされる。
東京電力は12日9時頃にウェットベント作業を開始。しかし、操作マニュアルの不備や、高濃度の放射線に現場が汚染されたことでベントの作業は難航し、14時30分にようやくベント成功を確認した 。
その1時間後の3月12日15時36分、1号機の原子炉建屋は水素爆発を起こして大破した。この瞬間の様子は、福島中央テレビが福島第一原発から約17 km離れた富岡中継局（北緯37度17分14.7秒 東経140度57分4.9秒 / 北緯37.287417度 東経140.951361度）に、2000年より設置していた情報カメラが撮影していた。その映像によれば、1号機から火炎を視認できない透明な爆発と同時に地面を這うような白煙が広がった。水素爆発の原因は、圧力容器が損傷したことで原子炉建屋内に水素が充満していたか、あるいはベントにより排出された多量の水素を含む水蒸気が、原子炉建屋のオペレーションフロアに流れ込んだためと諸説ある。
福島中央テレビが撮影した映像は、3月12日15時40分に福島県ローカルのみで放送され、その1時間10分後の16時50分にNNN全国ネットで放送された。この映像で総理大臣官邸が事態を把握したことになる。この映像は世界に配信されたものの、発生当日に国内で放送されたのはNNNのみである。
水素爆発でまき散らされた瓦礫等により、負傷者が出ると共に、完成間近であった2号機への注水用ポンプケーブル敷設作業が、振り出しに戻ってしまった。また、爆風によって2号機建屋のブローアウトパネルが脱落、原子炉建屋内部が外気に通じた。

#### 3号機における事故の進展

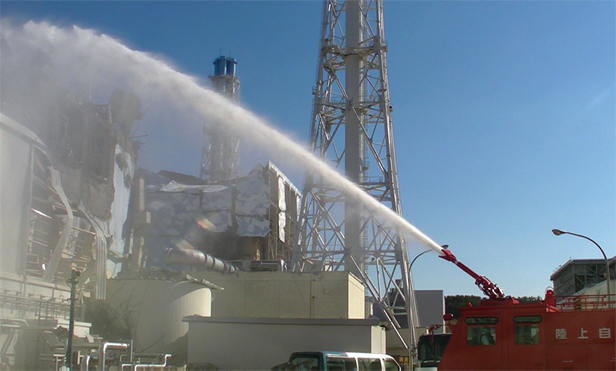
自衛隊による放水

バッテリーが生きていた3号機でも、隔離時注水系（RCIC）による注水が、3月12日11時36分に停止。約1時間後の12時35分には高圧注水系（HPCI）が、RCIC停止を感知して入れ替わり起動し、その後14時間ほど稼働し続けた。しかし高圧注水をいつまでも続けることはできず、13日2時42分、HPCIを手動で停止。ディーゼル稼働消火ポンプでの注水に切り替えようと、主蒸気逃し安全弁（SR弁）を開いて原子炉内の圧力を下げようとした。ところがSR弁が開かず、注水が約7時間中断してしまった。
このため、3月13日4時15分に、炉心の露出が始まった。8時41分にベントに成功し、その1時間後までにディーゼル稼動消火ポンプと消防車によって注水も再開できたが、12時20分、注水用の水が無くなり注水が停止。13時12分に海水注入に切り替えたが、1号機同様注水は抜け道に逸れたため十分に水位が上がらず、炉心の露出が続いた。2014年8月6日に東京電力が発表した再解析の結果によると、既に3月13日午前5時半頃から、3号機の炉心溶融が始まり、3月14日7時頃には、燃料の大部分が圧力容器の底を突き破って、格納容器へ溶け落ちたと見られる。
3月14日11時1分、原子炉建屋のオペレーションフロアから上が、1号機と同じように水素爆発し大破した。一瞬の透明な爆発の直後、燃料プール付近で一瞬の赤い炎が発生し、爆発煙が上がった。大量の瓦礫が高度数百 mまで巻き上げられて7人が負傷し、復旧作業も中断した。その後数日間、3号機建屋からは何度も煙が上がった。核燃料を貯蔵する燃料プールが沸騰していると推測され、3月17日からは、自衛隊がヘリコプターと消防車で燃料プールを目掛けて放水を行った。3号機建屋水素爆発と同時に排気筒へ通じるベント管が破断して高レベル放射性物質が原子炉建屋近くに拡散した。排気管破断の様子は水素爆発直後の映像で確認できた。

#### 2号機における事故の進展
2号機では、全電源喪失2分前の11日15時39分に隔離時冷却系（RCIC）を手動起動しており、その後3日間も持ち堪えた。RCICの起動には直流電源が必要で、もし電源喪失前に起動していなければ、すぐに冷却機能を失い炉心損傷へと急転していた可能性が高い。
RCICによる注水は14日13時25分に停止。19時過ぎから格納容器ドライウェル圧力が上昇し、21時頃には圧力容器圧力とドライウェル圧力がほぼ同じになったことから、圧力容器が破損したものと推定される。水素も発生したと考えられるが、ブローアウトパネル脱落により建屋に開いた穴から放出されたため水素爆発には至らなかった。東電はウェットベントとドライベントを試みたが全て失敗し、このままでは圧力容器の破壊というこれまでよりも桁違いに深刻な事態に陥ることを恐れて現場は緊迫した空気に包まれた。東電は作業員の安全のため政府に第一原発からの撤退を申し入れたが、政府側はこれを「全面撤退」の意味で受け取り、拒否した（詳細は「#東京電力の全面撤退をめぐる報道」を参照）。格納容器圧力は600 - 700kPa（設計強度の約1.5倍）の高圧を7時間以上にわたって維持した。
15日6時14分頃、大きな衝撃音が発生し、同時に圧力抑制室の圧力計が0を示した。圧力抑制室が破損した可能性があると判断した現場は、最小限の要員を残して第一原発から退避した。しかし、実際にはこれは圧力計の故障と推定されている。この衝撃音は、同時間帯に起きた4号機水素爆発のものと考えられる。東電による地震計の解析によれば、衝撃音発生の正確な時刻は6時12分、場所は4号機からで、同時間帯に発生した衝撃はこの1回のみだけであった。しかしながら、このとき2号機圧力抑制室が破損したとの見方もある。
格納容器内圧力は15日7時25分にはまだ730kPaという高い値であったが、次に監視員が戻ってきて11時25分に確認した際には155 kPaまで低下していたため、この間に格納容器に破損が生じたと考えられる。事故で放出された放射性物質は、15日に2号機から放出されたものが最も多かったと推定されている。1・3号機ではウェットベントに成功したが、2号機ではベントに失敗し格納容器から直接放射性物質が放出されたためとみられる。しかし吉田所長らが恐れていた原子炉の決定的な破壊にまでは至らず、最悪の事態は回避された（詳細は「#最悪のシナリオ」を参照）。この日放出された大量の放射性物質は、初めは南向きの風に乗って関東地方へ拡散したが、北西への風に変わった夕方に降り出した雨で土壌に降下し、原発から北西方向へ延びる帯状の高濃度汚染域を作り出した。

#### 4号機の水素爆発
15日6時14分頃、大きな衝撃音と振動が発生し、その後4号機原子炉建屋の損傷が確認された。4号機建屋は水素爆発を起こしたと考えられるが、1・3号機と違って爆発時の映像が残っていない。4号機は炉心定期点検中で、炉に燃料は装荷されていなかったが、3号機と4号機は原子炉建屋から排気筒への配管が共通のため、3号機建屋の水素が4号機建屋へ漏れたことで爆発が発生したと推定されている。なお4号機建屋に3号機建屋からの水素ガスが漏れてきた原因は、電源喪失に伴う切替弁の作動停止によるものと思われている。仕様として、1号機・2号機、3号機・4号機というふうに隣接同士で原子炉建屋の排気塔を共有する設計が問題であると指摘されている。水素爆発によって、4号機の使用済燃料プールがむき出しになることが恐れられたが、実際には水が残っていて核燃料の冠水が継続していた。仮にプールの冷却水が喪失していた場合、核燃料の過熱とそれによる溶融により、ウラン燃料からの大量の放射線放出の可能性があった。15日9時38分、建屋内で火災を確認したが、11時までに自然鎮火した。16日5時45分頃に再度火災の連絡があったが、6時15分には現場に火はなかった。隣接する3号機建屋付近の放射線量が極めて高かったため、現場の確認さえ困難になっていた。

#### 5・6号機
5・6号機は、1 - 4号機と立地が異なりやや離れた高所にあり、津波被害がやや軽微であった。幸いにも6号機の高い位置に設置されたディーゼル発電機1基のみ津波被害を免れて実働であったため、これを輪番で兼用することで全電源喪失を免れることができ、核燃料冷却を継続できた。1 - 4号機は、標高35 mの丘陵を岩盤に近付けて標高10 mまで削って整地し（→福島第一原子力発電所#建設の経過）、非常用電源も地下1Fに設置していた。標高は5・6号機は13 m、福島第二原発は12 mであった。この落差がそのまま、津波被害の軽重へ直結した。現地では、やや高い5号機付近の敷地から、施設周辺が次第に津波に覆われる様子を撮影している。

#### 収束へ
原子炉の冷温停止状態を目指す復旧作業として、原子炉と使用済み核燃料プールを冷やすための注水または放水（初期は海水、後に福島県双葉郡大熊町の坂下ダム貯水の淡水を使用）が各種ポンプ車両、および仮設ポンプなどにより行われ続け、完成とは呼べないものの7月上旬には従来の注水から、アレヴァ、キュリオンの設備により放射性物質を除去した上での循環水冷却に完全に移行。8月には東芝などの開発したサリー (機械)も加わり、処理能力が向上した。以降も引き続き事態を収束へ向かわせる懸命の努力が続いた。
現場では、過酷な状況の中で作業者、技術者らが事故収束作業をしている。彼らは当初の人数に因み「フクシマ50」（フクシマフィフティ）などと称賛された。
注水を継続する中、タービン建屋の修理に必要な汚染水移送や、国内外のロボットを使った調査などがされている。原子炉建屋は高線量で人が立ち入れず、配管故障状況の調査、修理は難航しており、多くの計器や電気系統が故障し、原子炉の状態の詳細は把握されていない。それを助けるために、「原発災害用ロボット」を使った調査・情報収集も行われている。
4月17日、東京電力から2011年10月 - 2012年1月に原子炉を冷温停止させる2ステップからなる収束工程表が発表された。進められている手順は、主に以下の通りである。
1. 機器のリモートコントロール化を利用し、また、作業員の線量管理、健康管理を厳重に行うことで、被曝などによる疾病を予防する。
2. 建屋に人が入れるように、また、環境に漏出させないように、放射性物質を含む溜まり水を保管できる先を確保して移す。将来は浄化する。
3. 立ち入れるよう、建屋の空気をフィルターでこして線量を下げる。
4. 立ち入れるようになったら水位計、圧力計を修理して状況をより正確に把握する。状況に応じて適切に冷却手段を講じる。その過程で圧力が下がりすぎて空気（酸素）の流入で水素爆発が起こらないよう、窒素の注入を慎重に継続する。
5. 4号機の使用済み燃料プールが損壊しないよう、下部を補強する。
6. 空冷による冷却水循環系を早期に構築して、冷温停止させる。

作業の制約になる敷地内の線量を減少させ、また大気汚染を減らすために、主に以下の対策が行われた。
1. 飛散防止剤（樹脂エマルジョン）の敷地散布。
2. リモートコントロール重機による汚染した瓦礫の撤去。
3. 原子炉建屋を特殊なカバーで覆う。

2011年12月16日、政府は「発電所の事故そのものは収束に至った」として原子炉の冷温停止を宣言した。福島県知事は事故は収束していないとして反発した。
2013年3月18日に1・3・4号・共用プールの使用済み燃料プールが停電状態に陥って循環冷却機能を一時喪失したが、20日未明までに配電盤の復旧を行い冷却機能を回復した。

### 事故後の原子炉の状態
2015年、宇宙線ミュー粒子を利用して原子炉内部を透視した結果、1号機の核燃料はほぼ全量が熔融落下していることが分かった。核燃料は圧力容器の底から格納容器へ漏れ出たと見られる。また2号機では70%以上が熔融落下していることが分かり、2016年7月、落下した燃料の大部分が圧力容器の底に残っていると見られると分かった。また2014年の東電の解析によると、3号機では核燃料の大部分が圧力容器の底を突き破って格納容器へ落下したとみられる。
2011年5月24日に、東京電力は、計測された圧力データを基に、1号機は圧力容器の側にある格納容器に直径7cm相当の穴が1箇所、2号機では格納容器に直径10cm相当の穴が2箇所開いていると見ていることを発表した。これは事故が炉心溶融のみならず、さらに進行した炉心溶融貫通（メルトスルー）に至っている可能性を示唆している。
東京電力の5月26日の発表では、崩壊熱は5月20日時点で1 - 3号機でそれぞれ1,000 - 2,000kW、地震から半年後時点で1000kW前後としている。ウラン燃料が被覆管を溶融し、圧力容器、格納容器、そして配管の破れや2号機圧力抑制プールの破れている。3号機の炉心にはプルサーマル利用としてMOX燃料が使われ、ウランのほかにプルトニウムが含まれている。
2019年2月13日、東京電力は、福島第1原発2号機でロボットを使って溶け落ちたた核燃料（デブリ）と見られる堆積物の硬さなどを確認する調査を行った。炉心溶融（メルトダウン）を起こした1 - 3号機でのデブリの接触調査は初。
2024年8月22日、東京電力は福島第一原子力発電所2号機で核燃料デブリの試験的な取り出しを行ったが接続の手違いにより一時中断した。9月10日に再開し11月7日に取り出しを成功させた。このデブリは日本原子力研究開発機構大洗研究所などに送られ研究される。

## 放射性物質の放出、拡散と汚染の状況

事故に伴って出された避難エリア等

ベント、水素爆発、格納容器の破損、冷却水漏れなどにより、大気中、土壌、溜まり水、立坑、海水、および地下水へ放射性物質が放出された。放射性降下物は日本国内外に広がった。
福島第一原発からの放射性物質の放出は、3月14日深夜から16日までに最大のピークがあり、3月20 - 23日にもこれに次ぐ放出量があったとみられる。3月15日前後の放出は、主に2号機からのものと考えられているが、3月20日からの放出の原因は不明である。
放射性物質の拡散および土壌への沈着状況は、風向きおよび降水に大きく左右されたため、原発からの距離が同じでも放射線量は大きく違い、汚染状況は同心円状ではない。放出された放射性物質は、14日深夜から15日未明には南-南西への風で茨城県方面へ流されたが、風向きは次第に西向きに変わった。やがて降り出した雨によって放射性物質が地上に降下したことで群馬県と栃木県の北部に汚染をもたらした。さらに15日午後には福島県中通りで、15日夜には原発から北西方向の地域で、雨によって放射性物質が地上に降下し高濃度の汚染地域が作られた。また、3月20日午後に北向きの風で運ばれた放射性物質が、雨によって宮城県と岩手県の県境付近に降下。3月21日夜から22日未明には南向きの風に運ばれて茨城県南部や千葉県北部（柏市付近）へ汚染をもたらした。
3月14・15日にかけて放射性ヨウ素131が大量に放出されたことが後に判明した。飛散した地域と時刻の解析（シミュレーション）結果をNHKが番組『埋もれた初期被ばくを追え』（2012年3月11日）内で放送した。14日に2号機で事故が発生し、通常の2,500倍（1立方メートル当たり1万ベクレル）を超える放出した放射性ヨウ素が初期は風向きで海側へ流れていたが、3月15日0:00より南側の風向きに変化し、茨城県、そして栃木県を通過した、という内容であり、放射性のヨウ素131は、SPEEDIによる放射性セシウムの飛散予測とは全く異なる地域となっていたことが判明した。
第一原発正門付近の放射線量は、3月12日4時00分まで毎時0.07マイクロシーベルト（μSv/h）と正常範囲であったが、4時30分に0.59μSv/h、7時40分に5.1μSv/hと上り、15時29分には1号機北西敷地境界付近で1,015μSv/hとなった。3月14日深夜からは一段と高い値を示し、15日9時00分に11,930μSv/hの最大値を観測。3号機付近では15日10時22分に毎時400 ミリシーベルト（40万μSv/h）という非常に高い値を観測した。その後敷地の線量は減少し、5月2日21時に正門付近では45μSv/hとなった。
各地の空間放射線量の事故直後における最大値は、福島県浪江町赤宇木で170μSv/h、福島市で24.24μSv/h、栃木県宇都宮市で1.318μSv/h、東京都新宿区で0.809μSv/hなどであった。なお、日本での事故前の平常時の放射線量は、0.025 - 0.15μSv/hほどである。
大気中に放出された各放射性物質の量は、東京電力および東京電力福島原子力発電所事故調査委員会（国会事故調）の報告によると、希ガスが約50京ベクレル (500PBq)、ヨウ素131が約50京ベクレル、セシウム134が約1京ベクレル、セシウム137が約1京ベクレルであった。ヨウ素131とセシウム137の合計は放射性ヨウ素換算値で約90京ベクレル（900PBq）であり、チェルノブイリ原子力発電所事故の国際原子力事象評価尺度評価である5,200PBqと比較して、約6分の1の放出量となる。なお、原子力安全・保安院（2012年2月16日発表）によれば48京 Bq、原子力安全委員会（2011年8月22日発表）によれば57京ベクレルである。「チェルノブイリ事故との比較#福島第一原発事故との比較」も参照。
また、2号機から放出された高濃度汚染水が含む放射性物質量は、東京電力発表の水量と濃度に基づけば330京Bqである。高濃度汚染水の一部は海洋や地下水に漏れた。
2011年10月13日時点における土壌中に蓄積されたセシウム137・セシウム134の合計値が1m2当たり1万ベクレル以上となる地域は、東北地方や関東・甲信越の13都県、3万km2以上に及んだ（1999年以降の調査での、事故前におけるセシウム137の最大値は、長野市の4700ベクレル/m2である）。また年間の空間放射線量が5ミリシーベルト（1.0μSv/h）以上の地域は福島県内の約1800km2、20ミリシーベルト（3.8μSv/h）以上の地域は約500km2の範囲に及んだ。事故後は年間20ミリシーベルトが住民の許容被曝限度とされ、避難の基準となった。政府は、長期的には追加被曝量を年間1ミリシーベルト以下へ下げることを目指すとして、年間1ミリシーベルト（0.23μSv/h）以上の放射線量が観測されていた8県の102市町村を2011年12月に「汚染状況重点調査地域」に指定して除染を進めている。
放射性物質が付着している指定廃棄物（下水汚泥、稲藁など）は2024年度末時点で10都県464,805tある。
元々は原子炉内にあった核燃料は東京電力の所有物であるが、東京地方裁判所で行われた裁判における同社の主張では、放出された放射性物質の所有権は同社になく、付着した土地の持ち主にあるとしている。

### 汚染水の漏出

福島第一原発側面図

3月24日、3号機タービン建屋（側面図（2））建屋地下の溜まり水に浸かりながらケーブル敷設作業をした作業員3人が被曝した。この水は濃度390万Bq/cm3の放射性物質を含み、表面から約400mSv/hの放射線を発していた。また、3月26日には1号機の溜まり水から380万Bq/cm3の放射線を検出、翌3月27日には2号機の溜まり水の表面で1,000mSv/hを超えた（針が振り切れて測定不能となった）。
さらに、3月28日には1 - 3号機の海側にある立坑（ピット）（側面図（3））の溜まり水からも放射線が検出され、うち2号機の立て坑の水表面からは1,000mSv/hを超える放射線量が検出された。立坑は冷却用海水などの配管が通っているトンネルであるトレンチ（側面図（4））に通じている。2号機から、核燃料の混じった冷却水が漏れてこれらに流入していると見られる。冷却水を循環できず外部注水していたため、注水量が多過ぎれば蒸発し切れない分、汚染水漏出量が増え、少な過ぎれば温度や圧力が上がってさらなる炉心過熱の危険が増すという微妙な問題が発生した。
4月2日、2号機海側の立坑に亀裂があり、高濃度の放射性物質汚染水が海に流出しているのが発見された。コンクリートでは固められず、新聞紙やおがくずを投入してみるという試行錯誤の末、水ガラスの導入によって4月6日に止めることができたが、その後、地下水の放射性物質濃度が高くなった。
東京電力は、高濃度汚染水をタービン建屋やトレンチから緊急に排出するために、集中廃棄物処理施設中の6.3Bq/cm3の低濃度汚染水（実測値9,070t）を海に放出して空けてそこに入れるしかないと判断した。さらに、5・6号機のサブドレンピットに増してきた貯留地下水（実測値1,323t）もそれぞれ16Bq/cm3・20Bq/cm3で設備水没の危険もあるため、同時に海に放出するとした。東京電力は、核原料物質、核燃料物質及び原子炉の規制に関する法律に基づいて政府の承認を受け、発表を行った。放出は4月4  -10日にかけて実施された。放射線のレベルは約1,500億Bqで、「原発から1km以遠の魚や海藻を毎日食べた場合の年間被曝量は0.6mSvであり、年間に自然界から受ける放射線量の4分の1」とされたが、この処理には日本国内外から抗議の声が上がった。
一方、2号機からの高濃度汚染水だけで2万5,000tあり、そのセシウム137の濃度は300万Bq/cm3で、ヨウ素131の濃度は1,300万Bq/cm3と発表されている。国際原子力事象評価尺度マニュアルの大気放出時ヨウ素換算係数を準用し40を掛ければ、セシウム137のヨウ素等価濃度は1.2億Bq/cm3で、この2核種だけで合計濃度は1.33億Bq/cm3なので、2万5,000tの2号機汚染水に含まれる2核種の放射性物質総量はそれらの積で、330京Bqと単純計算される。
4月6日以前に毎分2Lで海に流れ出てしまった高濃度汚染水中の放射性物質は、上記濃度を仮定すれば、10日間当たり0.2京Bqと計算される。東京電力は独自仮定に基づき、国際原子力機関（IAEA）のヨウ素換算係数を適用しない単純合計ベースで、放射性物質放出の総量を0.47京Bqと推算した。
炉を冷温停止させるための冷却水循環系を修理または外部接続するには、タービン建屋の高濃度汚染水を除去して作業環境を整える必要があったが、タービン建屋の水を減らすと新たに炉から放射性物質を含む汚染水が流入し、炉内の冷却水量が保てないというジレンマが発生した。
そこで、日本国内外の提案や援助を得ながら、主に以下の対策が実施されている。
1. 汚染水の復水器・集中廃棄物処理施設・メガフロート（巨大人工浮島）などへの移送
2. 汚染水収納用のタンクの新設
3. 高放射線量環境でも作業できる原子力災害ロボットの投入

1. ロシアの液体放射性物質処理施設「すずらん」の投入[119]
2. 仙台産ゼオライト（沸石）や活性炭などによる放射性物質および海水由来塩分の浄化
3. タービン建屋の汚染水を原子炉に戻すことによる汚染水減量
4. 浄化フィルター設備および海水による冷却機の新設・接続による、安定的な循環冷却系の構築

4月12日、汚染水の一部移送が始まった。
上記対策などを織り込んで6 - 9か月後の冷温停止を目標とする収束工程表が、4月17日、東京電力から発表された。
6月3日、東京電力は、1 - 4号機および集中廃棄物処理施設建屋の地下にたまっている放射性物質による汚染水の線量が推定で72京 Bqに上ると発表した。
| 核種        | 放射能量（PBq） | 放射能量（PBq） | 放射能量（PBq） | 放射能量（PBq） | 放射能量（PBq）                   | 放射能量（PBq）                   | 放射能量（PBq） |
| 核種        | 1号機           | 2号機           | 3号機           | 4号機           | 集中廃棄物処理施設 プロセス主建屋 | 集中廃棄物処理施設 高温焼却炉建屋 | 合計            |
| ----------- | --------------- | --------------- | --------------- | --------------- | --------------------------------- | --------------------------------- | --------------- |
| ヨウ素131   | 2.01            | 290.52          | 14.72           | 0.099           | 124.8                             | 2.44                              | 434.59          |
| セシウム134 | 1.61            | 70.98           | 33.45           | 0.179           | 29.76                             | 5.55                              | 141.53          |
| セシウム137 | 1.74            | 69.00           | 35.68           | 0.186           | 28.8                              | 5.92                              | 141.33          |
| 合計        | 5.36            | 430.50          | 83.85           | 0.46            | 183.36                            | 13.91                             | 717.44          |

#### ALPSの運転

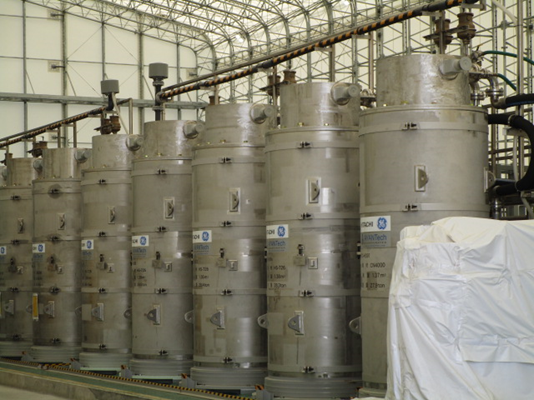
多核種除去設備（ALPS）

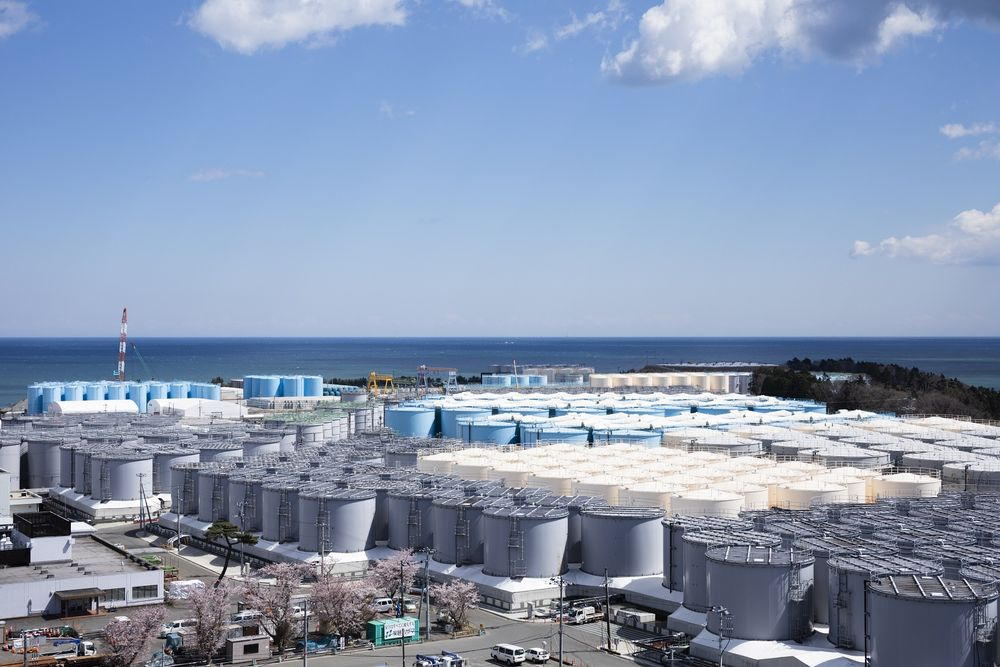
処理水タンク（2019年）

2012年10月、トリチウムと炭素14以外の62核種の放射性物質を汚染水から除去できる多核種除去装置「ALPS」（アルプス・Advanced Liquid Processing System）を東芝が完成させた。2013年3月25日、原子力規制委員会が、評価に基づき試運転の実施に向けた原子炉施設保安規定の変更を認可、東電は試運転（ホット試験）を月内にも開始すると発表した。1日250tを処理できる能力を持つ3系統があり、この内1系統で3月下旬から試運転が行われたが、6月15日に、4月から試験運転していたA系でタンクの腐食による水漏れトラブルが発生した。東電は7月25日に、汚染水に含まれる塩化物イオンや次亜塩素酸の影響で、厚さ約9mmのタンクの溶接部分で腐食が進み、微細な穴が開いたことを明らかにした。そこで、まずタンクの内側にゴムを張ることとし、次に試運転中のB系統も8月初めに停止してタンクを補修、さらにまだ試運転を始めていないC系統も対策を取ることとしたことにより、全ての系統が停止した。9月中旬には1基目の運転再開を目指しており、年内本格稼動の予定であった。除去できないトリチウムと炭素14入り汚染水はタンクに保管して希釈した上で海洋に放出している。この点について、既に東電側はトリチウムの安全性を主張していたが、これに対する批判は多い。

#### 処理水海洋放出と風評被害対策
2019年9月10日　東京電力福島第一原発の事故を起こした建屋などから発生し、処理後にため続けている汚染水をめぐり、原田義昭環境相兼原子力防災担当相は記者会見で、「思い切って、（海に）放出して、希釈する以外に、ほかにあまり選択肢がないな」と発言した。汚染水処理については管轄外だとして「単なる意見」とも釈明した。
事故でメルトダウンを起こした1 - 3号機では、溶け落ちた核燃料の冷却水に加え、建屋内に流れ込む地下水や雨水を含めて1日当たり90トンほどの汚染水が発生している。汚染水に含まれている放射性物質の大半はALPS（多核種除去設備）で除去されており、処理水の海洋放出を目指している。
一方、取り除くことが難しいトリチウムや通常の原子力発電所からは排出されないセシウム137等が規制基準値未満ではあるが検出される可能性がある。
東京新聞は2022年10月3日、東電側が福島第一原発の視察ツアーにてトリチウムを検知できない線量計で処理水の安全性を説明していると報じた。　
2021年4月13日、日本政府は福島第一原発から出た処理水の海洋放出を正式に決定した。敷地内に貯められているALPS処理水は放射性物質を含んでいる。処理水の総量は125万 tに達し、タンクの数も1,000基を超え、2022年中に同原発の空地がタンクで満杯になる⾒通しである。関係閣僚会議で決めた基本方針では、タンク増設の余地は限定的であるとし、海洋放出の必要性を強調している。処理済汚染水はアルプスで再処理し、海水で薄める。放射性物質の濃度を法令基準の約40分の1（1,500ベクレル/リットル）まで十分薄めた処理水にし、処理水海洋放出を行う。浄化装置による汚染水の処理では、大半の放射性物質は除去されるが、トリチウムは水素と性質が類似しているため、水分子からトリチウムのみを分離・除去することは容易ではない。現在タンクに貯蔵されている125万t超の処理水中に含まれるトリチウムの総量はわずか16グラム程度であり、このような微量を取り除く技術は、日本のみならず、世界でも実用段階に至っていない。だが、トリチウムは放射性同位体が減少して半分になる半減期は12.33年である。そのため、原子力発電を実施している各国はいずれも、トリチウムを基準値以下に薄めた上で、海洋などの自然界に放出している。日本政府方針は一定の科学合理性を有しているため、国際原⼦⼒機関（IAEA）は「科学的根拠に基づく」と評価した。だが、福島原子力発電所事故以来、風評被害に苦しんできた漁業関係者や福島の住民は政府の方針に不安感を抱き、反対している。処理水以外にも帰還困難区域内では野生動物から基準値を超える放射性セシウムが計測され、原発港湾内では食品衛生法が定める基準値（1キロ当たり100ベクレル）の180倍の放射性セシウムを検出したクロソイが見つかっている。野生動物、野生キノコや山菜、魚類など食材となり得るものについては厳格な管理・モニタリングが必要になる。
2023年5月、IAEAのラファエル・グロッシ事務局長が来日、日本記者クラブで記者会見を行い、IAEAは福島第一原子力発電所事故に伴って発生する処理水の海洋放出計画について支援を続けることを表明した。また、同年7月4日に再来日した際に、処理水の海洋放出計画の妥当性を認める包括報告書を発表した。
2023年8月、処理水の海洋放出が始まる。

### 除染土の再利用
2016年6月30日、環境省は原発事故後の福島県内の除染土について、再利用するとの基本方針を正式決定、発表した。再利用する汚染土は放射性物質の濃度が1kg当たり8000ベクレル以下に下がったものとされ、道路整備などで利用されることになっていた。
しかし福島県外では反対運動の結果頓挫、中央省庁の植木に使われるといった限定的な再利用しかされていない。

## 日本政府等の対応
福島第一原発の吉田昌郎所長は11日15時42分頃、全交流電源喪失状態になったことから原子力災害対策特別措置法第10条に該当すると判断し、同条に基づく通報を東電本店を介して原子力安全・保安院等へ行った。これを受けて、経済産業省は原子力災害警戒本部を設置。内閣総理大臣官邸では、16時36分頃に官邸対策室が設置され、既に招集されていた地震対応に関する緊急参集チームを拡大させた。さらに、16時36分頃、東京電力は非常用炉心冷却装置による注水ができなくなる虞があると判断し、16時45分頃、同法15条に基づき原子力緊急事態に該当する旨を原子力安全・保安院へ通報した。政府は19時03分、原子力緊急事態宣言を出して総理官邸に原子力災害対策本部を設置するとともに、19時45分から内閣官房長官枝野幸男が記者会見で発表した。
福島県は11日20時50分、福島第一原発から半径2 km以内に避難指示を出した。政府は、今後想定されるベントに備え、21時23分、第一原発から3 km以内に避難指示、3 - 10 km圏内に屋内退避指示を出した。
12日未明、東京電力からのベント作業実施の申し出に対して、官邸は許可を出した。12日3時06分頃から海江田経産大臣らが東電との共同記者会見を行い、1・2号機でベントを行うことを発表した。また5時44分に、ベントの実施作業が遅れた場合に対応するため、避難指示対象を半径10 kmに拡大した。しかし官邸は、ベントがなかなか開始されないことに不満を募らせ、6時50分頃、経済産業大臣海江田万里が原子炉等規制法に基づきベント実施を命令した。さらに、現地の状況が十分に把握できないことから、菅直人首相自身がベント実施に平行して事故現場の福島第一原発を視察することを決定し、12日7時11分、菅がカメラマンらと共に事故現場に到着した。しかし、操作マニュアルが電源喪失を想定しておらず、現場が混乱したことなどから、ベント操作が首相の到着する段階になっても開始することができず、菅が現場にて説明を求めた。
1号機建屋の水素爆発後、政府は12日18時25分、第一原発から20km以内に避難指示を出した。
事故発生直後から、東電本店ではテレビ会議システムを第一原発と繋いで情報を共有していた。一方、政府への報告は総理官邸にいた東電幹部が携帯電話で情報を入手して行っていたため、伝達が遅れ気味で情報も限定されていた。そのため、13日午前、東電本店から総理官邸に専用のFAXやPCを持ち込んで設置して情報伝達が改善された。
3月15日午前3時、東京電力社長清水正孝から経済産業大臣海江田万里へ事故現場からの作業員撤退の意向の申し出があったが、海江田大臣に拒否され、内閣官房長官枝野幸男に再び申し出があった。午前4時17分に清水社長を官邸に呼び真意を聞いたが今後の対応を明言しなかった。午前5時35分、首相の菅直人は東京電力本店に乗り込み勝俣恒久代表取締役会長ら約200人が出迎える中、菅首相は「撤退などあり得ない」と迫った。なお、清水社長は当時を振り返り、直接作業に係わらない者達の退避の意向であった、また東京電力は2011年9月8日の記者会見で社長が振り返った内容であったと認識しているとした。
「撤退」を巡る行き違いを受け、菅総理大臣は東電との情報共有を迅速化するため、15日朝に東電本店に乗り込んだその場で、政府と東電が一体となった福島原子力発電所事故対策統合本部を東電本店に設置すると宣言した。以後、政府の事故対応はこの統合本部で進められた。
住民に対する安定ヨウ素剤配付の遅れ
原子力安全委員会が事故発生3日後の3月14日、体内被曝（）をした場合に健康被害を防ぐ効果がある安定ヨウ素剤を住民に服用させるべきとする助言をしたのに対し、首相の菅直人が本部長を務める政府の原子力災害対策本部は、対応しなかった（同事務局では受けた記録がないとしている）。その後、原子力安全委の助言をもとに政府の原子力災害現地対策本部長が16日に、福島県や関係市町村に住民への安定ヨウ素剤の投与を要請したが事故から4日以上後となった。
- 厚生労働省は、急遽、食品と水道水を含めた飲み物の被曝許容量の暫定基準値を決定して発表。人体の被曝許容量の暫定基準値を年間20 mSvと定めた。
- 2011年5月6日：当事故の影響で菅直人首相は海江田万里経済産業大臣を通じて、中部電力に対して東海地震の発生予想率を基に静岡県の浜岡原発の運転を中長期的に対策が立てられるまでの間、全て停止するように要請し[162]、5月9日、中部電力は政府の要請に従って、浜岡原発を停止させた[163]。
- 2011年5月24日 - 原因を究明するための調査・検証を行うため、内閣官房に東京電力福島原子力発電所における事故調査・検証委員会の設置が閣議決定され[164]、6月7日初会合が行われた[165]。
- 2011年6月22日：原子力安全委員会は、当事故を重く見て、原子力発電設備の安全の基準となる『安全設計審査指針』と『耐震設計審査指針』の抜本改正に着手した。班目春樹委員長は改定には2 - 3年掛かると述べた[166]。
- 2011年6月、海江田万里経済産業大臣（当時）は東京電力が求めていた当事故の汚染水流出を防ぐ遮水壁設置の先送りについて、「中長期的課題」とすることを条件に容認した[167]。
- 2012年1月27日：野田内閣は菅内閣が東日本大震災に関する15組織のうち10組織が議事録を未作成、そのうち5組織では議事概要も未作成または一部作成であったとする調査結果を発表。公文書等の管理に関する法律に照らしても不適切ともされた。野田佳彦首相は午前の参議院本会議で「文書で随時記録されなかったのは遺憾。会議の意志決定過程を把握できる文書作成は国民への説明責任を果たすため極めて重要。」と答弁した。岡田克也副総理（公文書管理担当大臣）は5組織出席者から聞き取り調査の上、2月中に議事概要の作成を関係閣僚に求めた[168][169][170]。3月9日初めて公表され、原子力災害対策本部と政府・東電統合対策室の各議事録概要は12月までで合計約1,400ページ、3月分は100ページ未満であった。当時の内閣官房長官枝野幸男は3月9日の記者会見で「有事の際は録音し混乱の中でも事後的な記録作成に役立つように備えるべきだった」と述べている[171]。
- 2013年8月8日 - 経済産業省認可の国際廃炉研究開発機構（理事長・山名元）発足[172]。

### SPEEDIによる予測とデータ公開
政府は3月11日16時40分から、緊急時迅速放射能影響予測ネットワークシステム（SPEEDI）によって放射性物質の拡散状況の予測を行っていたが、これを3月23日まで公開しなかったことで批判を浴びた。SPEEDIとは、緊急時対策支援システム（ERSS）から得られる放射性物質の放出量の情報と、気象庁から得られる気象条件の情報を基に、放射性物質の拡散・被曝量の予測を行うシステムである。しかし、この事故では外部電源喪失によって原子炉のデータがERSSへ送れなくなったため、放出量の計算ができなくなった。そのため実際の放出量ではなく、仮定の放出量による拡散予測を行っていた。あくまで仮定による予測結果であったため、担当者らは「今回はSPEEDIが使える事態ではない」と判断し、予測データは避難などに活用されなかった。
3月16日からは、モニタリングポストで実際に観測された放射線量によって、原発からの放出量を「逆推定」し、推定した放出量を基に再度、拡散状況の計算を行うという方法によって拡散状況を再現し、この再現結果を3月23日に公表した。この結果は実測した放射線量から推定したものであるため実際の観測値と一致するのは当然なのだが、政府はこのような説明を十分にせず、単にSPEEDIによる試算結果と説明したため、国民の間には、政府が正確な予測結果を知りながら隠蔽していたという誤解が広がった。
当初行った、仮定の放出量に基づく予測結果は、5月3日以降に公開された。SPEEDIのデータ公表が事故直後の予測時点ですぐに発表されなかったことで、関東および福島近県の国民が、広く被曝の危険にさらされたと、事故直後から各紙、識者らから指摘された。しかし、事故直後に外務省を通じて米軍には提供されていた。一方、菅内閣は6月に国際原子力機関（IAEA）に提出した報告書の中で、損壊した原発の放射線放出に関する完全なデータをリアルタイムで入手することができず、また、SPEEDIが推測に基づいて作成した予測結果を公表すれば「不必要な混乱」を招く可能性があったと報告した。
時事ドットコムは、「世界版SPEEDI」の試算結果で、千葉市内で計測されたヨウ素を基に推計した2011年3月15日の同原発からの放出量が毎時10兆ベクレルという高い値となっていたが2012年4月3日まで未公表であった、と報道した。3月15日のヨウ素131乳幼児臓器被曝線量分布を含む事故当時のデータが公表された。

### 事故調査・検証委員会
2011年（平成23年）5月24日、内閣官房に東京電力福島原子力発電所における事故調査・検証委員会を設置することが閣議決定された。その後、畑村洋太郎を委員長、柳田邦男を委員長代理、尾池和夫、吉岡斉などを委員とする。この委員会は、内閣総理大臣を含む全ての行政機関・職員および規制対象事業者に対して、資料提供と委員会への出席を求めることができる（辞職した菅直人首相、枝野幸男官房長官、海江田万里経済産業大臣、寺坂信昭原子力安全・保安院長、清水正孝東京電力社長などに対して強制力は持たない）。

### 原子力安全・保安院の対応
事故直後の原子力災害特別措置法第10条、同法第15条による通報に伴い、事故の対応や住民の避難などの対策拠点として機能すべく位置づけられた「オフサイトセンター」と呼ばれる施設は、停電および非常用発電機の故障で機能しなかった。国会事故調 (2012, sec3.2.2.2b) は、「オフサイトセンターは事故発生直後の時期にその機能を全く発揮することができず、この間の事故対応に何らの寄与もなし得なかった」と結論付けている。
また原子力安全・保安院の保安検査官は、地震発生時に保安検査実施のため福島第一原発を訪れていたが、14日夕方には全員をオフサイトセンターに退避させたため、現地で情報を収集する手段は失われていた。
この事故の教訓として、経済産業省は、緊急安全対策、非常用ディーゼル発電機の措置、ストレステストなどを全国の原発に反映することを表明した。
なお、2009年（平成21年）に、原子力保安院が指摘した大津波の可能性に対して、東京電力が原子力発電所の津波対策を拒否したことが分かっている。

### 天皇避難の打診
事故直後、菅直人政権は天皇（当時は明仁）に京都か京都以西に避難するよう非公式に打診したが、宮内庁は天皇の意向として「国民が避難していないのに、あり得ない」と伝え、政権側は天皇避難を断念した。2020年に元政権幹部が証言して明らかになった。また、政府は皇位継承資格者である秋篠宮文仁親王の長子・悠仁親王の京都避難も検討していた。菅直人は、これも2020年の『朝日新聞』の取材で「天皇陛下に移動してもらわなければならない」ことなども事故直後に考えたが、うかつに言ってしまえばパニックに陥ると考え表向きでは言えなかったと回答している。

## 国際原子力機関の動き
日本国政府は3月12日、本事故について国際原子力機関（IAEA）に対して報告した。これに対し、国際原子力機関の事故・緊急センターは、日本や加盟国と24時間の連絡体制を取ることで、状況把握に努める方針を示し、日本国政府からの要請があれば、技術支援を行う用意があることを表明した。
IAEA事務局長天野之弥は、日本標準時3月13日未明、国際原子力機関の声明としては異例の日本語で、ビデオ声明を発表し、「日本の当局は必要な情報の収集と安全の確保に当たっている」と一定の評価を示したが、引き続き懸念が存在しているとの認識を示し、海水を注入して炉心を冷却するなどの一連の作業が成功することを期待すると述べた。
IAEAには、加盟国から事故に関する問い合わせが殺到し、日本標準時3月14日深夜に緊急説明会を開くことを決めた。
天野事務局長は、14日の記者会見で日本国政府から専門家チームの派遣を要請されたことを明らかにした。また、チェルノブイリ原子力発電所事故のような大事故に発展する可能性については、原子炉の構造が異なること、既に運転を停止している状態であることを指摘し、原子炉建屋の爆発についても核分裂反応によるものではなく、化学現象によるものであって、放射線量も限定的なものだ、と述べた。
しかし3月15日、天野事務局長は、日本国政府からの詳細な情報提供が滞っているため、国際原子力機関の対応が限定されてしまうと述べた。その証左として、国際原子力機関が報道機関にも後れをとっていることを明かし、日本国政府の対応の遅れに不満を示した上で迅速で詳細な情報の提供を求めた。
IAEA加盟国からも、情報提供の遅れに批判が集中した。一方、IAEAは独自に行動を開始し、天野事務局長は日本の地方自治体に配置されているものよりも高精度の国際的放射性物質監視網を持つ包括的核実験禁止条約機構（CTBTO）のティボル・トット事務局長と接見し、放射性物質監視態勢を築く意向を示し、世界保健機関（WHO）、世界気象機関（WMO）、国際連合食糧農業機関（FAO）などとも情報共有する方針も示した。
また、3月16日の記者会見で事故の状況は非常に深刻と強調して述べ、17日にも訪日して第1次情報を直接収集することを明らかにした。
3月30日、IAEAのフローリー事務次長はウィーンの本部で記者会見し、事故を起こした福島第一原発の北西約40kmにあり、避難地域に指定されていなかった福島県飯舘村について、高い濃度の放射性物質が検出されたとして、住民に避難を勧告するよう日本政府に促した。政府は当初、避難の必要性を否定していたが、4月になって飯舘村を計画的避難区域に指定した。
2015年8月31日、IAEAは2012年から世界40か国以上の専門家ら約180人が検証した、事故の最終報告書を発表した。報告書は、日本は「原子力発電は絶対安全である」との思い込みがあったため大事故につながったと批判し、各国に安全第一の文化を持つ重要性を強調している。日本の電力事業者間では、この規模の事故はあり得ないとの思い込みがはびこり、政府規制当局も疑問を持たなかったなど問題点を列挙した。長時間に渡り電力供給が停止することなどを想定外としていたことが事故の主な要因と挙げている。規制当局の責任と権限も不明確でこれも弱点となった。原子力規制委員会が新設されるなどの改革が行われ、緊急事態への備えの強化などへの評価をしている。

## 影響
- 食品・水道水に対する規制
- 住民の避難・影響
- 日本国外における影響
- 人体への影響
- X線撮影画像への影響
- 経済への影響
- 交通への影響
- 賠償・補償
- 風評被害
- その他の社会的影響・反応

環境省は、世界保健機関と国連科学委員会の報告書を引用し、放射線による健康影響の小ささを説明している。
2017年10月に公表された白書では、2013年報告書の結論に変更の必要は無いと判断されている。
2022年7月19日、原子放射線の影響に関する国連科学委員会のメンバーは日本記者クラブで記者会見し、東京電力福島第一原子力発電所事故について「放射線被曝を原因とする健康被害は認められない」とする解析結果を紹介した。

### 原発関連死
避難生活によるストレスや環境の変化による持病の悪化など、震災の影響で死亡した人は震災関連死として認定されている。福島県内の市町村が震災と原発事故に伴う避難による関連死と認定した死者数は2020年9月30日時点で2313人。東日本大震災と東京電力福島第1原発事故に伴う避難の影響で体調を崩すなどして死亡した福島県内の「関連死」は、2023年11月1日現在で2339人。『東京新聞』による2016年3月時点の集計によると、震災関連死のうち、原発事故からの避難の影響で死亡した「原発関連死」は少なくとも1368人に上っている。

## 廃炉と福島県の復興

### 福島第一原発の廃炉
事故の収束や除染に加えて、東京電力と日本国政府は福島第一原発の全原子炉を廃炉にすることを決定。2011年に策定した『東京電力ホールディングス(株)福島第一原子力発電所の廃止措置等に向けた中長期ロードマップ』（中長期ロードマップ）を改訂しつつ、30 - 40年かけて完了させることを目標に作業を進めている。東京電力は、事故や廃炉について紹介する「東京電力廃炉資料館」を浜通りに開設している。
被曝放射線量を計測・管理しながらの厳しい作業であり、スタッフを現場へ運ぶエレベーター内ではその使命感を奮起させるように、ZARD『負けないで』やTVアニメ『宇宙戦艦ヤマト』主題歌が流されている。初期に従事した漫画家が、自らの体験を『いちえふ 福島第一原子力発電所労働記』として作品化している。
2022年2月10日、東京電力は1号機の水中ロボットによる調査で、原子炉圧力容器の直下を初めて撮影した、と発表した。溶け落ちた核燃料（燃料デブリ）と見られる黒っぽい塊状の堆積物が確認できた。9日の作業で、輪っかを付け終わったロボットが圧力容器の直下に近付き、黒っぽい塊の映像を送ってきた。表面は凸凹しており、黄色い物質がこびり付いていた。東電は「炉の真下にあることから、デブリの可能性もある」としている。今後、別のロボットを送り込み、さらに調べる。
2024年9月10日、東京電力は2号機の事故で溶け落ちた核燃料（燃料デブリ）の試験的な取り出しに着手した。10日は、2号機の原子炉建屋で、原子炉格納容器の真横にある「隔離弁」の先まで燃料デブリの取り出し装置を入れたという。
9月17日、取り出しに使う装置の先端のカメラの映像が遠隔操作室のモニターに映らなくなったため、試験取り出し作業をふたたび中断した。
10月28日、試験取り出し作業が約1か月ぶりに再開され、10月30日、格納容器の中に入れた装置で核燃料デブリをつかむことに成功。11月2日、事故後初めて核燃料デブリを格納容器の外へ引き出す作業が行われた。11月7日、核燃料デブリを収容した運搬用の容器が専用のコンテナに移され、初めての試験的取り出しが完了した。11月8日に行われた測定作業の結果、取り出された燃料デブリの重さは約0.7グラム、水素濃度は検出限界値未満で、原発の敷地外へ輸送する安全性の基準を満たしていることが確認される。11月12日、2号機から取り出された燃料デブリが事故後初めて第一原発の敷地の外に運び出され、茨城県にある日本原子力研究開発機構の大洗研究所に到着した。
11月28日、東京電力は、核燃料デブリの試験的な取り出しの2回目以降の作業で使うために開発中のロボットアームで一部ケーブルに経年劣化によると見られる断線が見つかったため、2回目以降も1回目と同じ装置を使うことを検討していることを明らかにした。
2025年4月15日、東京電力は2号機で溶け落ちたデブリの2回目の試験的な取り出しに着手。23日、デブリの2回目の試験的な取り出しが完了したことが発表された。デブリは前回より1 - 2メートル格納容器の中心に近い場所から採取された。
7月29日、原子力損害賠償・廃炉等支援機構は、2030年代初頭の着手を目標としていた3号機のデブリの大規模取り出しが2037年度以降になると明らかにした。
7月31日、日本原子力研究開発機構は、前年11月に初めて2号機から回収したデブリについて、想定よりももろく、「人力で砕くことができた」と発表した。

### 福島県の復興
東日本大震災で大きな被害を受けた東北地方太平洋側や北関東の各県のうち、福島第一原発が立地する福島県は汚染とそれによる風評被害でとりわけ大きなダメージを負っている。東京電力は2013年1月に	双葉郡双葉町に「福島復興本社」を設置している。日本国政府は2012年に福島復興再生特別措置法を制定しているほか、環境省が2020年8月に福島県と連携協定を締結するなど各省庁も支援している。
福島第一原発と第二原発がある浜通り地方では、2020年にロボット開発の拠点「福島ロボットテストフィールド」（南相馬市）が開所。従来産業の復旧だけでなく、新産業育成も目標とされている。

## 事故重大度の評価

国際原子力事象評価尺度 (INES)

国際原子力機関（IAEA）が定める原子力事故または事象の深刻度である国際原子力事象評価尺度 (INES) について、原子力安全・保安院は2011年4月12日、暫定的ながらレベル7（深刻な事故）と評価した。「7」はINESの最高レベルであり、1986年のチェルノブイリ原子力発電所事故もこれに当たる。1979年のスリーマイル島原子力発電所事故は「5」（施設外へのリスクを伴う事故）、1999年の東海村JCO臨界事故は「4」（施設外への大きなリスクを伴わない事故）である。
日本政府は、INESについて、11日16時時点ではレベル3と認定していた。12日にはレベル4に引き上げた。一方、原子力安全局（ASN）のラコスト総裁は、3月14日にはレベル「5」あるいはレベル「6」（大事故）との感触があるとし、翌日の3月15日には「事故の現状は前日（14日）と全く様相を異にする。レベル6に達したのは明らかだ」と述べた。また、アメリカ合衆国の科学国際安全保障研究所（ISIS）は3月15日に「レベル6に近く、レベル7に到達する恐れがある」との見解を発表した。それでもなお、3月16日の時点において、日本の原子力安全・保安院は3月12日に認定したレベル「4」との見方を変えなかった。16日時点では国際原子力機関は、INES判定を保留しており、米国フロリダ州立大学の核物理学者カービー・ケンパーも影響を評価するには時期尚早であり、十分な評価材料がない、とした。原子力安全・保安院は、3月18日にINES判定をレベル5に引き上げた。これに対し、米科学国際安全保障研究所（ISIS）は4月1日、さらに深刻なレベル「6」に引き上げるべきだとの見解を示した。
3月25日、原子力安全委員会のSPEEDIシステムを使った放射性物質の放出量は3万TBq - 11万TBqと推定された。これはINESのレベル「7」の基準1には該当する。
4月12日、原子力安全・保安院は国際原子力事故評価尺度の暫定評価をレベル7に引き上げた。ただし4月12日時点で環境への放射性物質排出量は、事故発生から4月5日までの間で、チェルノブイリ原子力発電所事故の1割程度（37京Bq）であるとしていた。
一方では、3月12日の東京電力の松本純一・原子力立地本部長代理の記者会見では「福島第一原発は放射性物質の放出を止め切れておらず、（放出量は）チェルノブイリ原発事故に匹敵、または超える懸念がある」との認識が示されている。ただし、「言い過ぎたかもしれない。依然として事態の収束がまだできておらず、現時点で完全に放射性物質を止め切れないという認識があるということだ」とも補足している。

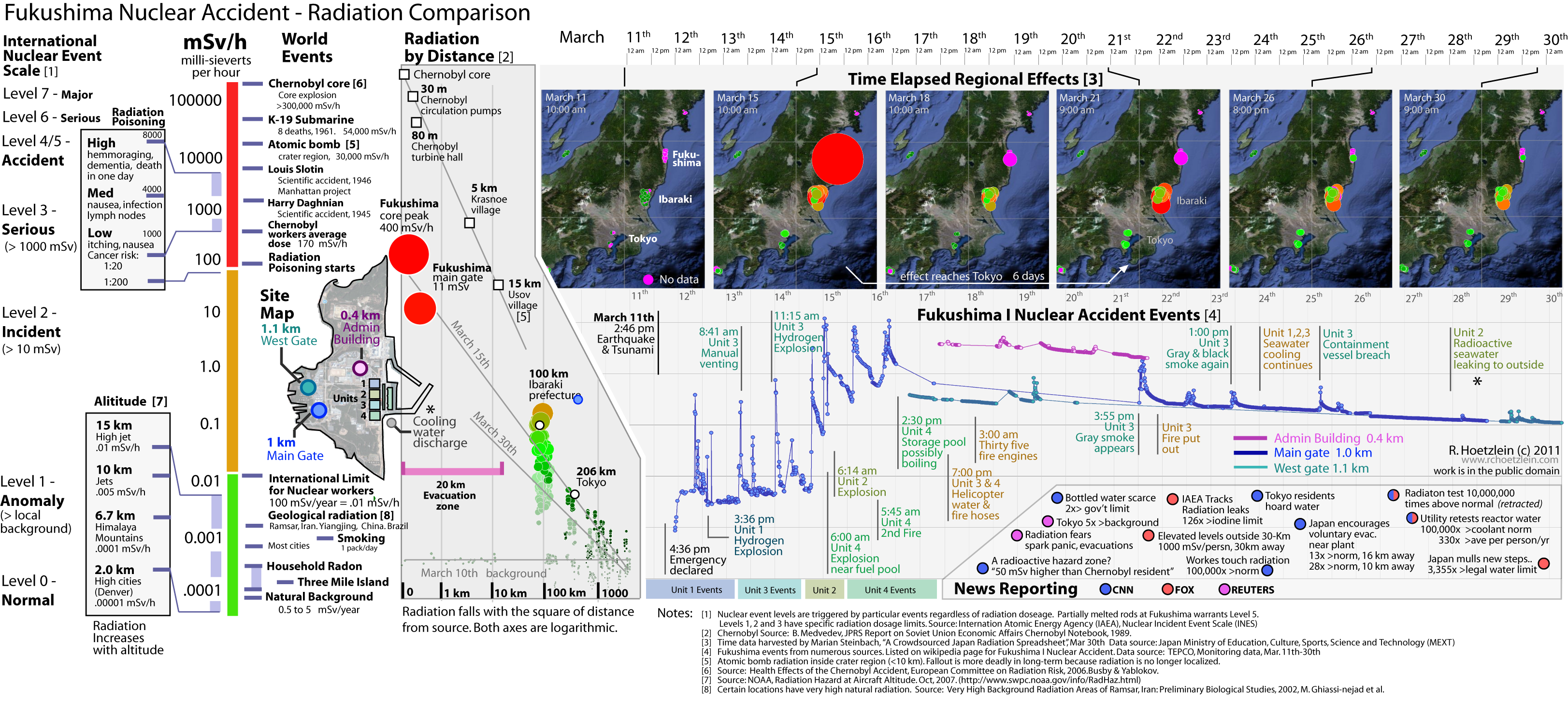
3月30日まで福島第一原子力発電所事故によって放出された放射線との様々な比較表
（※左から「国際原子力事象評価尺度」「放射線濃度 (mSv/h)」「原子力に関する世界的事故」「放射線と距離」「福島第一原子力発電所事故と時系列事象（3月11日 - 3月30日）」）

## 原因

### 事故の根本原因
東京電力は事故原因について、事前の想定を大幅に超える未曽有の大津波が原発を襲ったことにあるとしている。当事故を調査した国際原子力機関（IAEA）の調査団は、2011年6月1日、日本の政府に査察の結果を提出し、事故の要因は高さ14メートルを超える津波によって、非常用電源を喪失したことであると結論し、「日本の原発は津波災害を過小評価していた」とコメントし、日本の原子力発電所は安全対策の多重性確保を行って、あらゆる自然災害のリスクについて、適切な防御策を講じるべきだと述べた。事故後の対応については、厳しい状況でベストを尽くしたと評価した。
国会事故調は、東電は従来の想定を超えた地震・津波が襲来する可能性、そして原発がそれに耐えられない構造であることを、何度も指摘されていたにも関わらず、これを軽視し、十分な対策を採らなかったことが事故の根本原因だとしている。

#### 津波想定
この地震で実際に襲来した津波は遡上高14 - 15 mといった規模であり、標高10mの1 - 4号機の敷地では津波の痕跡が4- 5 mの高さの所にまで残っていた（標高13mの5・6号機の敷地では0 - 1 m）。東京電力は2011年7月8日、コンピュータ解析により、沖合30km地点で6つの断層破壊による津波は次々重なり地震発生約51分後津波の高さが13.1mに達し、原発を襲ったと発表した。
東電は2002年3月に、福島第一原発で想定する津波の高さを、土木学会が2002年に開発した、歴史的地震の文献や断層モデルを組み合わせる評価法によって計算していた。この結果、津波想定を平均海面（O.P.=小名浜港工事基準面……詳細は「福島第一原子力発電所#海象状況」も参照）から高さ5.7 mとした。その後2006年9月に日本の原子力安全委員会の耐震設計審査指針が改定されたことを受けて、東京電力は土木学会の計算方法により津波想定を6.1mに引き上げた。
政府の地震調査委員会は2002年7月、三陸沖から房総沖にかけての日本海溝付近ではどこでもマグニチュード8クラスの地震が起きる可能性があるとの評価結果を発表した。これを受け東京電力は2008年、明治三陸地震と同規模の地震が福島県沖で起こると仮定し、海水取水口付近で津波の高さは8.4 - 10.2 m、遡上高は敷地南部で15.7mとの計算結果を得た。2011年8月25日に東京電力は記者会見において、これらの試算は2008年6月時点で原子力・立地本部副部長へ、2010年6月には副社長原子力・立地本部長へと報告していたと述べた。また、東北地方太平洋沖地震4日前の2011年3月7日には原子力安全・保安院へも報告されたが、東京電力は速やかな改修を保安院から指示されていなかったとしている。東京電力は15 mを超える津波の遡上も想定していたこととなるが、これらの試算を基にした具体的な津波対策を執っていなかった。これらを受けて8月25日、枝野幸男内閣官房長官は「十分に対応する時間的余裕があった」と述べた。事故後、澤田哲生は「防潮堤にコストがかかるならディーゼル発電機などを津波から守るための対策に目を転じることが出来た筈だ」とし、6号機が土木学会の津波評価を受けて非常用ディーゼル発電機の嵩上げを実施した例を提示している。
また、東電は2009年9月、貞観地震の津波も評価し、取水口付近に8.7 - 9.2 mの津波が襲来するものの陸上への遡上はないとした報告を原子力安全・保安院へ行っている。
産業技術総合研究所活断層・地震研究センターの岡村行信センター長らは、2004年頃から貞観津波が残した地中の土砂（津波堆積物）を調査し、痕跡が宮城県石巻市から福島第一原子力発電所に近い福島県浪江町まで分布し、内陸3 - 4 kmまで入り込んでいることを確認した。2009年の国の審議会（原発の耐震指針の改定を受け電力会社が実施した耐震性再評価の中間報告書について検討する審議会）で、大地震や津波を考慮しない理由を東京電力に対して問い質したが、東京電力は「まだ十分な情報がない」「引き続き検討は進めてまいりたい」と答えるに留まった。震災発生後、岡村センター長は、警告されたデータが完全でないことを理由にリスクを考慮しないという姿勢はおかしいと述べ、「原発であればどんなリスクも当然考慮すべきだ。あれだけ指摘したにもかかわらず、東京電力からは新たな調査結果は出てこなかった。『想定外』とするのは言い訳に過ぎない。もっと真剣に検討してほしかった」と話した。
2012年6月13日の『朝日新聞』と翌14日の『読売新聞』によれば、東京電力は2005年12月 - 2006年3月まで原子力技術・品質安全部設備設計グループが5号機がどの程度の津波に耐えられるか、想定の津波高さ5.7mを超え、高さ13.5 - 14 mの津波が襲った場合の分析を入社3年目の技術系社員の社内研修の研究課題とし、分析と報告をさせ、非常用ディーゼル発電機やバッテリーなど全ての電源を失い、原子炉を冷却できなくなるという結果を得ていた。津波対策の費用も5号機および6号機周辺に約1.5km長の防潮壁を建設する場合は約80億円、建屋の出入り口の防水工事などに約20億円と試算した。これら研究成果と報告を幹部が把握したか不明であり、安全対策として反映されなかった。
2011年4月11日、福島県を訪れた東京電力社長清水正孝は、記者団の「津波への事前の対策が不十分だったのでは」との問いに「国の設計基準に基づいてやってきたが、現実に被災している。今後は国の機関などと津波対策を検討する必要がある」と語った。また、東京電力の皷紀男副社長は2011年5月1日、訪問先の福島県飯舘村で「個人的には」とした上で本事故について「人災だと思う」「原発事故は想定外だったという意見もあるが（飯舘村の皆さんのことを考えると）想定外のことも想定しなければならなかった」と述べた。

#### 地震動との関係
東電は地震の揺れによる設備被害は事故の原因とならなかったとしているが、原子力安全・保安院長は4月27日の衆議院経済産業委員会で、倒壊した受電鉄塔が津波の及ばなかった場所にあったことを認めた。また、1号炉について津波到達前に原子炉建屋内の放射線量が急上昇していることから、地震の揺れによって配管の一部が破断したのではないかという疑いは残されている。国会事故調報告書では、少なくとも1号機A系の非常用交流電源喪失は、津波によるものではない可能性があることが判明した、としている。

#### 過酷事故対策の不備
日本では事故前、原発事故の原因として自然災害などの外部事象を想定せず、発電所内のトラブルや設計ミスのみ想定していた。また過酷事故対策は電力会社の自主性に任されていた。原子力政策を管轄する原子力安全委員会は従来、長時間の全交流電源喪失（SBO）の防止や、全交流電源喪失の発生後の対処を想定した、是正勧告をメーカーや電力会社に形式上は行ってはいたが、有名無実であり、実際には特に対策はされなかった（これはゼネラル・エレクトリック（GE）はじめ原子炉メーカー数社の本国、アメリカ合衆国など、他国においてはこの限りではない。「原子力安全委員会#原発における長時間の全電源喪失は、日本では想定外」も参照）。
『産経新聞』や『東京新聞』によると、米国のカーネギー国際平和財団は2012年3月6日、原子力安全・保安院や東京電力が国際的基準に沿って津波などに対する安全対策を強化していたならば事故は防げたとする専門家の報告書を発表した。諸外国の対策と国際原子力機関（IAEA）の指針を示し「日本は国際基準や対策事例の導入が遅れており、これが事故の原因となったことを示す証拠が多くある。なぜ津波のリスクを過小評価したのかを探るのが最も重要な課題だ」と指針を満たしていなかったと指摘し、福島第一原子力発電所は他国の原発に比べて電源喪失による被害が起きやすかったとしている。
事故直後より、東北電力女川原子力発電所および日本原子力発電東海第二発電所が過酷事故に至らなかったことと比較する動きが、インターネット上で見られた。その結果、東北電力が震災前から発行していた女川原子力発電所の震災・津波に対する評価の資料で、近代観測が始まる以前の文献に遡って評価し、現立地が選ばれたことが知れ渡り、それに対して、福島第一原子力発電所では津波対策を怠っていたとして東京電力は激しい非難の矢面に立たされることになった。東北電力はその後、2014年に震災発生前の震災・津波の評価と実際の震災発生時の被害をまとめた総括資料を発行したが、その中に、東京電力を強く非難した内容をも盛り込んでいる。
『産経新聞』のインタビューで、1999年までIAEAの事務次長を務めた原子力工学専門家ブルーノ・ペロードは、1992年に東京電力に対して、福島県に設置されているMark I型軽水炉の弱点である格納容器や建屋を強化し、電源や水源を多重化し、水素爆発の防止装置を付けるように、などと提案したが、東京電力の返答は、GE社から対策の話が来ないので不要と考えているというもので、以後も対策は採られなかったという。また、2007年のIAEA会合で東京電力に対し、福島県内の原発は地震や津波対策が不十分だと指摘した際、東京電力は「対策を強化する」と約束したものの、津波対策をしなかった。ペロードは、この事故は天災ではなく人災で「チェルノブイリ原発事故はソ連型事故」「福島原発事故は東電の尊大さが招いた東電型事故」と指摘した。
また、東海大学教授の高木直行は東京電力に勤務していた際、当時の上司だった吉田昌郎と共にフィルター付きベント（ドライベント）を設置するべきか検討作業を行ったが、圧力抑制室にてウェットベントを実施すれば問題は無いとしてフィルターベントを不要と判断したという。
2006年10月27日、衆議院議員吉井英勝（京都大学原子核工学科卒業、日本共産党）は、国会質問で当時の原子力安全委員会委員長の鈴木篤之に対して、福島第一原子力発電所を含む43基の原子力発電所は、地震によって送電線が倒壊したり、内部電源が故障したりすることで引き起こされる電源喪失状態、または大津波に伴う引き波によって冷却水の取水が不可能になるといった理由で炉心溶融に至るのではないか、そうなった時どう想定しているのかと質問した。これに対し鈴木篤之は、電源喪失状態となり燃料溶融に至る事故は非常に低い確率論としては存在すると答え、吉井に対して、電力会社には、さらに激しい地震の影響を想定させると約束した。吉井は同年12月13日にも、『巨大地震の発生に伴う安全機能の喪失など原発の危険から国民の安全を守ることに関する質問主意書』を内閣に提出し、原発の最悪の事故を念頭に、津波の引き潮により冷却水が喪失する可能性の指摘や、非常用ディーゼル発電機の事故によりバックアップが機能停止した過去事例の提示要求などを行ったが、当時の内閣総理大臣安倍晋三は「我が国において、非常用ディーゼル発電機のトラブルにより原子炉が停止した事例はなく、また、必要な電源が確保できずに冷却機能が失われた事例はない」と回答した。また、吉井は2010年4月9日にも衆議院経済産業委員会で同じ問題を取り上げたが、当時の経済産業大臣の直嶋正行（民主党）は「多重防護でしっかり事故を防いでいく、メルトダウンというようなことを起こさせない、このための様々な仕組みをつくっている」と説明した。
2011年3月15日の米ABCによると、米ゼネラル・エレクトリック（GE）社の技術者Dale G. Bridenbaugh（和表記：ブライデンボー）は、1975年の時点で「Mark I」型原子炉では冷却装置が故障した場合に格納容器に動的負荷がかかることを勘案した設計が行われていないと次第に認識しつつ退社に至ったと語ったとのことである。その後は米原子力規制委員会と協力しながらMark I原子炉の廃止を訴え続けたと一部で報道されている。
同日の米紙『ニューヨーク・タイムズ』によると、福島第一原発など日本にも9基ある「Mark I」型軽水炉について、アメリカ合衆国原子力規制委員会（NRC）は1972年、格納容器が小さいことを問題視した。水素がたまって爆発した場合、格納容器が損傷しやすいとして「使用を停止すべきだ」と指摘していたことを報じた。
2011年3月16日のブルームバーグによると、NRCは20年前に、GE社製Mark I型を含むいくつかの原子炉は、地震被害により付帯設備（非常用ディーゼル発電機、貯水タンクなど）の故障が起きて、高確率で冷却機能不全が起こると内部文書『NUREG-1150』で警告しており、2004年6月に原子力安全・保安院が公表した資料『リスク情報を活用した原子力安全規制の検討状況』の中でもその内容が紹介されているという。この記事中インタビューにおいて、元日本原子力研究所研究員で現在は核・エネルギー問題情報センターの事務局長を務める舘野淳は、NRCのリポート『NUREG-1150』が提示したリスクへの対応策について「東電は何も学ばなかったのか?天災が非常に希であり、想定外の規模であれ、言い訳は許されない」などとコメントした。
また同日の『読売新聞』によると、露独占事業研究所の研究員は報道各社のインタビューに応じ「2004年のスマトラ島沖地震など強大な地震が起こったのに、事業者は原子炉だけでなく、冷却装置などの関連施設の強化を怠った」と地元の新聞に述べた。
2011年3月17日、チェルノブイリ原子力発電所事故の被害者団体「チェルノブイリ同盟ウクライナ」（キエフ）代表の元原発技師のユーリー・アンドレエフは共同通信社など報道各社のインタビューに応じ「チェルノブイリ原発事故では、4号機爆発の影響で漏れた冷却水が隣の2号機に入り込み、冷却装置やバックアップ電源のシステムが故障したが、辛うじて連鎖事故を回避した。福島第一原発は電源装置がチェルノブイリ同様に原子炉の直下にあり、津波などの水が入り込めば電気供給やバックアップシステムが壊れる。チェルノブイリ事故後も電源供給体制を見直さなかったのは残念」と述べた。
2011年3月22日の『読売新聞』によると、2007年2月、静岡地方裁判所での証人尋問で非常用発電機や制御棒など重要機器が複数同時に機能喪失することまで想定していない理由として「割り切った考え。すべてを考慮すると設計ができなくなる」と証言した内閣府原子力安全委員会委員長の班目春樹は、「当時の原子力安全委員会としての見解ではあったが、今は個人的に責任を感ずる」と答弁し謝罪した。3月22日の参議院予算委員会での社民党党首、参議院議員の福島瑞穂の質問に対するものである。
2011年3月23日付の『東京新聞』で、1970年 - 1980年頃に4号機を除く5機の設計や安全性の検証を担った東芝の元技術者達は、「事故や地震でタービンが壊れ飛び原子炉を直撃する可能性を想定し、安全性が保たれるかどうかを検証した。M9レベルの地震や、航空機墜落で原子炉に直撃する可能性を想定するよう進言したが、『千年に一度のことを想定する必要は無い』と一笑に付され、起こる可能性の低い事故は次々に想定から外された。当時は『M8以上の地震は起きない』と言われ、大津波は設計条件に与えられていなかった」「今回のような大津波やマグニチュード9の地震は、想像もできなかった」などと語ったと報じている。なお1980年代の米国内、原子力規制委員会（NRC）でも同様に、電力業からの圧力でNRC技術者の災害リスク提言は委員会内で相次いでもみ消されていったとのことであり、当時の国際的な流れであったことが窺える。
2011年6月9日付の『しんぶん赤旗』によると、日本共産党の吉井英勝議員は2011年5月27日の衆院経済産業委員会で、福島第1原発事故に伴うGE社の製造者責任を追及。外務省の武藤義哉審議官は「現在の日米原子力協定では旧協定の免責規定は継続されていない」と答弁し、協定上は責任を問うことができるとの見解を示した。しかしながら米国側の反応としては3月15日付の『ニューヨーク・タイムズ』に見られるように「GEの責任は限定的」という論調が目立っている模様である。
福島第一原発事故発生以前、原子力安全基盤機構が製作したシミュレーションアニメが存在する。当時の政府・経済産業省のメルトダウン・メルトスルーに対する認識度が窺える。

### 現場の事故対応上の問題点
東北地方太平洋沖地震発生後の、現場での事故対応上の問題点としては以下が挙げられる。全電源喪失になると非常用復水器（IC, イソコン）の弁が自動で閉じることが現場作業員に周知されていなかったため、1号機が最初に注水停止し危険な状態に陥っていることが認識されていなかった。また現場作業員は誤った認識に基づいて非常用復水器を手動停止させていた。また第一原発の幹部は13日、3号炉の高圧炉心注水系（HPCI） が手動停止している事実を知らなかったために、7時間にわたって注水作業が遅れてしまい、状況を悪化させた一因となったとされている。
とはいえ前節までで述べたように、福島第一原発では地震・津波対策が不十分だった上、過酷事故時の対応マニュアルも不十分だった。そのため全電源を喪失した時点で、その後現場で打てる手は限られたもので、十分教育されていなかった作業員の判断の問題ではなく、東電の組織的問題だと国会事故調は指摘している。

#### 1号機のIC作動状況の誤認
地震によって外部電源を喪失した後、1号機では非常用復水器 （IC）が自動起動した。非常用復水器は、原子炉内の蒸気を格納容器外のプール内の細管へ導いて冷却し、再び原子炉内へ戻して注水する原子炉冷却装置で、ポンプなどの動力を必要とせず自然循環によって動作する。非常用復水器にはその構造上、電源喪失時に一旦自動で弁が閉じ作動を停止する安全装置が付いているのだが、1・2号機中央制御室の現場作業員はICの運転経験がなく、誰もそのことを認識していなかった。政府事故調の報告によれば、津波により全電源を喪失した際に、ICの4つの弁の内、格納容器外側にある弁2・3は閉止し、格納容器内側の弁1・4は閉止動作途中に動力源となる電源を失って「中間開」の状態となった。電源喪失後、中央制御室の制御盤は表示が消えてICの操作ができなくなっていたが、18時18分頃、一時的にバッテリーが回復して弁2・3が閉じていることを示したため、作業員は安全装置がはたらいて弁が閉まっていたことに気付き、制御盤で開操作を行った。しかし、作動中に発生するはずの蒸気を目視で確認できなかったため、「空焚き」により非常用復水器が破損し放射性物質が外に放出される可能性があるという誤った懸念を抱き、18時25分頃再び弁3を閉じてICを停止させた。実際には非常用復水器は空焚きによって破損することはないのだが、現場作業員はそれを理解していなかった。その後、制御盤の表示灯が再び消灯しそうになり、消灯すれば再起動できなくなると考え、21時30分頃に再度弁を開き、その後表示灯が消えて操作できなくなった。こうした操作にも関わらず、1号機ICによる冷却機能はほとんど発揮されなかったとみられる。弁1・4が中間開の状態で十分に蒸気がICへ流れなかった可能性があり、津波到達以降は作業員の弁開閉操作が原子炉に与えた影響は小さかったとみられる。
免震重要棟（北緯37度25分28秒 東経141度1分47秒 / 北緯37.42444度 東経141.02972度）の対策本部でも、電源喪失によってICが自動停止した可能性を指摘する者はいなかった。18時18分頃弁を開く操作をしたことが報告されたが、それまでICが停止していたことには注意は向けられなかった。18時25分頃再び停止させたことは対策本部に十分伝わらず、対策本部ではICが作動していると認識されていた。そのため、3月11日夕方から夜にかけては、対策本部ではRCICの運転状況が不明だった2号機が最も危険だと認識され、1号機の注水が停止し炉心露出が始まっているという危機意識はなかった。
一方、国会事故調は、1号機ICについて、安全装置により自動停止したのではなく、炉心損傷によって早期の内にICの蒸気管に非凝縮性の水素ガスが充満し、そのために自然循環が阻害され、ICが機能喪失していたと推測している。

#### 1号機ベント操作の遅れ、水素爆発の原因
政府の事故調査・検証委員会による1号機水素爆発に関する事情聴取から、現場側がベント操作が手間取ったことについて、現場には長時間の全電源喪失を想定した対応マニュアルがなく、よって手動によるベント手順も整備されておらず、設計図などから新規に手順作成しなければいけなかったこと、全電源喪失のためベント弁操作用バッテリーが必要とされた際、機材形式の連絡に不備があり、本社が調達し発送した多機種が一斉に搬入され必要機種の選別に手間取ったり、必要な機材が福島第二原発やJヴィレッジに誤配されて取りに行く手間が増えたりしたなど、本社の援護が乏しく、突然の非常事態に現場側の混乱も多かったためとされている。
水素爆発については、多忙な現場では誰も水素爆発まで予見できなかったとされる。仮に津波がきて全電源を喪失し冷却ポンプが作動しなくなっても、非常用復水器（IC, ISO (Isolation) CONDENSER, イソコン）など各炉冷却系が起動し冷却するはず、という程度の甘い認識だった。

### 災害対策に関する問題点

#### 国際基準（IAEA）の災害対策の導入見送り
2006年3月に原子力安全委員会は、国際基準（IAEA基準）を国の原子力防災指針に反映し（放射性物質が放出される恐れがある場合、即時に原発から3 - 5キロ圏の住民は避難する）改善・導入の検討を開始したが、当時の原子力安全・保安院院長である広瀬研吉が強固に反対し、防災の強化が見送られた。防災の強化を行っていれば、今回の事故で近隣の住民の被爆が避けられたと報道される。

## 教訓と再発防止策
この重大事故をしっかり検証して根本的な改善策を講じるべきという表明が、菅直人首相をはじめ、枝野官房長官、東京電力、国際原子力機関 （IAEA）、日本原子力協会、その他専門家、政治家などから出された（「#専門家による指摘」および「#福島原発事故後の、事故リスク評価に関する報道」参照）。
事故を機に、他の原発や核処理施設の安全性や今後のエネルギー政策の論議が高まった。4月21日、本事故を受け東京電力は柏崎刈羽原子力発電所に海抜高さ15mの防潮堤を設置し2013年6月に完成目標と発表。本事故前の3.3mの津波を想定したものから高くする。また5月6日、菅直人首相は浜岡原子力発電所の全ての原子炉の当分の間の停止を中部電力に要請した。
政府は、今回の事故を教訓とし、原子力産業を監督管轄して安全を確保する立場の原子力安全・保安院を、エネルギー確保を重視する経済産業省から独立させ、環境省外局の原子力規制委員会として再発足させた。原発の新規制基準が策定され、大規模な自然災害やテロ攻撃を想定すること、重大事故対策を義務付けること、既存の原発にも新基準を適用することとした。事故後、日本の全ての原発が運転停止に追い込まれたが、政府は新規制基準に基づき規制委員会の審査に合格した原発から再稼働させるとしている。
2012年10月13日の『読売新聞』によれば12日、東京電力は第三者で構成される「原子力改革監視委員会」の初会合を開いた。委員長は元アメリカ合衆国原子力規制委員会長デール・クライン (Dale E. Klein)、委員は英原子力公社UKAEA名誉会長のバーバラ・ジャッジ (Barbara Judge)、大前研一、櫻井正史。同年6月20日、東電社内の福島原子力事故調査報告は「我が国（日本）のどの地震関連機関も考えていなかったことから、知見を超えた巨大地震・巨大津波であったといえる。」として事故対応の初動も誤っていなかったとしていたが、初会合の10月12日、委員会として「事前に津波対策を取ることは可能だった」との前提で改革の対象や範囲を制限しない、経営層が安全性向上に主導権を発揮するなどの原則を掲げた。クライン委員長は記者会見で「東京電力も政府も自然の猛威を過小評価していた。あらゆるシナリオに目を向けた改革を進める」と強調した。

## 裁判
市民団体に業務上過失致死傷等容疑で告発された東電旧経営陣、菅氏ら当時の閣僚、既に廃止された原子力安全委員会の班目春樹元委員長ら原子力行政担当者ら計42人について、検察当局は1年以上に及び地震や津波の専門家からも意見を求めて捜査を行ったが、2013年9月9日、不起訴とした。その理由として「個人の明確な過失を示す新証拠は見つからなかった。その結果、「津波15.7メートル」の数字は東電内部での試算に過ぎず、事故を関係者が予見していたとは言い切れない」等と、「リスクは予見可能」との見解を否定し不起訴処分とした。
しかし2014年7月、東京第5検察審査会が、東電の元会長・元副社長2人の計3人について「電力会社の取締役は極めて高度な注意義務を負う」として起訴相当と議決。これを受けた東京地方検察庁は2015年1月22日、震災前に今回ほどの巨大津波が来るという知見はなく、事故の予測は困難だったとして、再び不起訴処分とした。
しかし検察審査会が2015年7月に再び起訴相当と議決したため、強制起訴されることになり、2016年2月29日に東電元幹部3人が業務上過失致死傷容疑で起訴されたが、2019年に東京地方裁判所（永渕健一裁判長）により、「津波による事故を予見可能だったとはいえない」として、いずれも無罪判決が言い渡された。検察官役の指定弁護士は判決を不服として控訴したが、2023年1月、東京高等裁判所（細田啓介裁判長）は1審判決を支持し控訴を棄却した。指定弁護士は判決を不服として上告した。同年10月に元会長は死去し公訴棄却となった。
2025年3月6日、最高裁判所は「10mを超える津波の予測が出来たと認められない」として検察官役の指定弁護士の上告を退けた。指定弁護士が期限内に異議を申し立てなかったため、同月11日に無罪判決が確定した。

## 最悪のシナリオ
政府の事故調査・検証委員会が福島第一原発の吉田昌郎所長から聴取した内容（通称「吉田調書」）によると、2号機の注水が停止しベントもできない危機的な状況に陥っていた3月14日から15日にかけて、吉田所長は、このままでは格納容器が破壊され核燃料が全て出てしまう、原子炉の圧力破壊が起きると考えていたという。「放射性物質が全部出てしまうわけですからわれわれのイメージは東日本壊滅ですよ」と語っている。このような恐怖感は同じ頃、総理官邸も共有していた。例えば枝野内閣官房長官は、福島第一から福島第二原発、東海第二原発へと連鎖的に事故が進むシナリオが頭の中にあったとのちに語っている。2号機の格納容器が破壊され、放射性物質が大量放出される最悪のシナリオが現実に迫っていた。実際には、2号機は圧力破壊には至らず、格納容器の配管の繋ぎ目が壊れたり蓋に隙間が出来たりして、部分的に放射性物質が漏れ出したのではないかとみられる。なぜ2号機が決定的に壊れなかったのかは、十分解明されていない。
菅直人総理大臣は、最悪の場合に何が起きるか具体的なイメージをつかむため、3月22日、近藤駿介原子力委員長に「最悪シナリオ」の作成を指示した。3日後の25日、『福島第一原子力発電所の不測事態シナリオの素描』と題する資料が細野豪志首相補佐官に提出され菅に報告された。この資料は閲覧後回収されて存在自体が秘密に伏されたが、2012年2月初めに、内閣府の情報開示で公開された。この資料で示されたシナリオでは、1号機で再び水素爆発が発生した場合、放射線量上昇により作業員が全面撤退を余儀なくされ、他の号機への注水も止まり、4号機の使用済み燃料プールの燃料損傷が発生、使用済み燃料プールでコアコンクリート相互作用（溶融燃料コンクリート相互作用、MCCI）が発生する。この場合、4号機の使用済み燃料プールからの放射性物質の放出量が最も多く、避難規模を大きく左右することになる。その結果、チェルノブイリ事故で適用された基準を当てはめると、170 km圏で強制移住、東京を含む250 km圏で避難を求めることが必要になることが示されている。菅も2013年11月8日、ハフィントン・ポストにて、最悪の場合、東京を始め首都圏を含む5000万人の避難が必要となる可能性があったと述べた。
この4号機の燃料プールは、事故収束宣言後の2012年4月12日にも、冷却装置の警報が作動し、温度上昇が発生した。水漏れや異物の混入などの可能性が懸念されている。
共同通信配信の産経ニュースほか国内多くの報道機関や米国『ビジネスウィーク』などは、2012年2月21日発表されたアメリカ合衆国原子力規制委員会（NRC）の事故当初10日間の3200ページからなる自動録音の電話会議記録文書について報じた。3月16日NRC委員長グレゴリー・ヤツコは「最悪のシナリオはおそらく、3つの原子炉がメルトダウンすること。格納容器が壊れ、放射性物質の漏出が起きそうだ。漏れの規模を予測するのは難しい」一方、「風が東京に向かって吹いている場合、東京にどう影響が及ぶのか」と懸念する出席者に「現時点で米国民の退避範囲は、50マイル（約80キロメートル）でいこうと思うが、不確実であり、拡大する可能性はある」と答えた。これらのことはメルトダウンの可能性を認めようとしなかった日本政府のリスクに対する危機意識の違いがあった。

## 誤報

### 海水注入問題
米紙『ウォール・ストリート・ジャーナル』電子版は2011年3月19日に、事故の拡大は、東京電力が廃炉につながることを懸念したため原子炉への海水注入が1日近く遅れたと報じた（12日朝に検討し、翌13日に全ての号機で注入開始）。注水後の12日夜に、東京電力から連絡を受けた政府側の受け身の姿勢も事故対応の遅れにつながったと指摘している。事故対応に当たった複数の関係者によると、東電が海水注入をためらったのは長年の投資が無駄になることを心配したためという。海水を注入した場合、塩分により鋼鉄の圧力容器が腐食し、原子炉が再び使える可能性はほぼなくなる。
2011年5月20日には、TBSや共同通信など国内のテレビ局ならびに新聞社において、官邸の指示により海水注入を中断したとの報道が広くなされていたが、2014年8月に吉田昌郎の証言集である吉田調書が報道各社で検証されたことを受けて、9月1日に元首相の菅直人は「首相意向で海水注入中断」「震災翌日、55分間」と報じた2011年5月21日付『読売新聞』記事を取り上げ、読売に対して謝罪を要求。9月3日には「（読売は）相当びびっている」などとTwitterでつぶやいた。
実際には、現場を指揮した福島第一原発所長吉田昌郎の判断により海水注入は中断することなく行われており、2011年5月27日、『ウォール・ストリート・ジャーナル』もこの事実を報じた。ただし、事後検証により注水ルートの変更される3月23日まで原子炉に届いた水は「ほぼゼロ」であり、復水器に向かう配管に横抜けていたことが明らかになっている。さらに、注水を継続していた局面は3月12日午後7時過ぎのことだが、1号機のメルトダウンはこの22時間前から始まっており、消防車による注水が始まった時点では、核燃料はすべて溶け落ち、原子炉の中には核燃料はほとんど残っていなかったと、推測されている。
冷却の淡水が無くなった時刻は12日の午後2時であるが、事故調査員会の参考人招致で東京電力の清水社長が「淡水が無くなる時間はかなり以前から判っていた」「私が海水注入の決断したのは、3月12日の正午です。」「現場の状況が厳しかった為、海水注入は3月12日の夜（午後7時）になった」と発言した。またその後、海水注入の一時的な中断の指示は、原子炉の冷却が一番大切なことは承知しているが、菅元総理が再臨界を心配していることを、武黒一郎フェロー（東京電力所属・副社長待遇）からの電話で知り、後で菅元総理に了承を得るとして、清水社長自らが決断して海水注入の中断を了承したと発言した。
2012年7月5日に発表された国会事故調の報告書には「菅総理や官邸内からの指示ではなく、武黒フェローが、リスクについて検討中であった官邸との関係をおもんばかり、『最高責任者である総理の御理解を得て進めるということは重要だ』と考えて、独断で指示をしたものである」「菅総理が淡水から海水に切り替えると『再臨界』の恐れがあるのではないかとの疑問を抱いていたため、班目委員長が中心となってその解消に腐心していた。菅総理は、既に海水注入が始まっていたことを知らなかったために時間があると思って慎重に確認したものと考えられるが、技術的には無駄な議論であった」と海水注入の経緯が記述されている。

### 東京電力の全面撤退をめぐる報道
14日から15日にかけて2号機の圧力容器内、格納容器内の圧力をそれぞれ下げる試みは極めて難航し、格納容器どころか、圧力容器の圧力破壊という水素爆発とは桁違いの事態が想定される状況に至った。このような危機的状況において、当時の東京電力社長清水正孝が、福島第一原発からの全面撤退を菅総理大臣に要求し、菅総理が「撤退なんてあり得ない!」と怒鳴った、と報道された。その後、全原子炉施設の放棄によってコントロールが不能となる全面撤退の申し入れには、枝野幸男（当時の官房長官）と海江田万里（当時の経済産業大臣）を含めた国の官邸側で全員が全面撤退と受け取ったと発言した。これに対し、東京電力の顧問武藤栄は、全面撤退など考えたことがなかった、議論も出なかったと『電気新聞』が報道。意見の食い違いが生まれている。しかしながら、社長の清水正孝は、最悪の場合は10人の作業員だけを残留させる想定もあったことを、事故調査委員会で認めた。その後、委員長に記者からは「10人では、全面撤退と変わらないのでは?」との質問があったが、事故調査委員会の結論として 野村修也委員は「吉田所長が最悪の事態を想定した漠然とした人数が10人」だとし、「東京電力に全面撤退の形跡無し」と、東京電力側の主張を全面的に認める発表をした。
「撤退問題」については、14日午後8時頃から、政府要人数人に清水社長から電話で福島第一原発からの社員の撤退・退避の申し出がなされたと言う点で複数の証言は一致している。具体的には、海江田万里経済産業大臣、寺坂信昭原子力安全・保安院院長、枝野内閣官房長官に対して清水社長本人が電話で連絡を取り、撤退・退避の了承を取ろうとした（細野豪志内閣総理大臣補佐官は電話に出ることを拒否した）。清水社長の申し出に対し、三者とも退避・撤退については否定的な感想を述べたが、海江田経産大臣はことの重大性を鑑み、総理に報告する旨を約束したとされる。なお清水社長は、要人に対しては「全面撤退」と「一部撤退」といった人数に関する事柄については特定して述べておらず、状況の厳しさを訴えた上で退避・撤退の了承を求めている。
ほぼ同時期に、放射線量の高まりからオフサイトセンターの福島市内への移転についても議論されている時期であり、片山善博総務大臣、平岡英治保安院次長他政府関係者も、東電撤退の可能性を聞いて少なからぬ衝撃を受けたと証言している。
また、朝日新聞WEB RONZA（『朝日新聞』2012年2月6日付「プロメテウスの罠、官邸の5日間35」抜粋）では、伊藤哲朗内閣危機管理監が東電幹部と交わした会話にて、福島第一原発から全面撤退した場合は、福島第二原発にも影響が及び、福島第二からも撤退しなければならない事態に発展すると掲載された。また、菅元総理が、「プラントを放棄した際は、原子炉や使用済み燃料が崩壊して放射性物質が飛び散る。チェルノブイリの2倍3倍にもなる」「このままでは日本滅亡だ」と発言したと記載した。
国会事故調 (2012, p. 33) は報告書で、全面撤退は官邸の誤解であるが、官邸に誤解が生じた根本原因は、東電社長の清水正孝が極めて重大な局面ですら、官邸の意向を探るかのような曖昧な連絡に終始した点に求められる、とした。

### 朝日新聞「吉田調書」問題
事故当時の福島第一原子力発電所所長であった吉田昌郎が政府事故調査・検証委員会の調べに答えた「聴取結果書」に関して、2014年5月20日、『朝日新聞』が「吉田調書」と題して特集し、2011年3月15日朝、福島第一原子力発電所にいた所員の9割に当たる約650人が吉田の待機命令に違反し、福島第二原子力発電所へ撤退していたと報道した。特集記事の朝日新聞デジタル版本文では吉田昌郎の「本当は私、2F（福島第二原子力発電所）に行けとは言ってないんですよ。ここがまた伝言ゲームのあれのところで（中略）よく考えれば2Fに行った方がはるかに正しいと思ったわけです」との証言を掲載しつつ、命令違反であったと結論していた（紙面には掲載されなかった）。『産経新聞』が8月18日、「伝言ゲーム」による指示の混乱はあったが、吉田自身に命令違反としての認識はなかったと報じ、『読売新聞』が8月30日、吉田昌郎が「よく考えれば、（線量の低い）2Fに行った方がはるかに正しいと思ったわけです」と追認していたことを指摘するなど、他の新聞、雑誌から福島第二原子力発電所への退避が命令違反であったとする報道を否定、糾弾する記事が相次いだ。朝日新聞社広報部は読売新聞社の「退避をなぜ『命令違反』と報じたか」という質問に対し、「『吉田調書』をそのまま報じるのではなく公共性、公益性の高い部分について東京電力の内部資料や関係者への取材とつきあわせて報じています」などとしていたが、9月11日、朝日新聞は同報道を取り消した。同日、内閣官房は吉田昌郎の『聴取結果書』を公開した。
2014年9月11日、朝日新聞社は、2014年5月の特集記事「吉田調書」について「誤った部分があり、訂正する考えだ」とするコメントを11日夕方、発表。2014年9月11日夜、朝日新聞社の木村伊量社長らが記者会見を行い、「間違った記事だと判断した」と述べ、記事を取り消す考えを明らかにした上で、「経営トップとしての私の責任も逃れられない」として「抜本改革のおおよその道筋をつけたうえで、速やかに進退について決断したい」と述べた。朝日新聞社では、一連の経緯について検証を行う「信頼回復と再生のための委員会」（仮称）を設置する。また、同時に、取締役編集担当役員の解職と関係者の厳正な処罰を発表し、木村伊量社長自身については「社内改革に道筋をつけた上で辞任すること」を示唆した。
また、同日に、朝日新聞社の第三者機関「報道と人権委員会」は、朝日新聞社が2014年5月20日付の朝刊で「所長命令に違反 原発撤退」の見出しで報じた、いわゆる「吉田調書」をめぐる報道について、朝日新聞社側が「報道と人権委員会」の見解を求めた申し立てについて、審理の対象とすることを決めた。
2014年9月12日の『朝日新聞』朝刊で「『命令に違反 撤退』という記述と見出しは、多くの所員らが所長の命令を知りながら、第一原発から逃げ出したような印象を与える間違った表現のため記事を削除した」とした。
記事が掲載されるまでの経緯については「社内では『命令』や『違反』の表現が強すぎるのではないかとの指摘が出たものの、取材源を秘匿するため、少人数の記者での取材にこだわるあまり、十分な人数での裏付け取材をすることやその取材状況を確認する機能が働かなかった」としている。
また、吉田元所長の証言記録の内、「よく考えれば2Fに行ったほうがはるかに正しいと思った」と評価していた部分を欠落させたことについては、「吉田元所長があとから感想を述べたにすぎず、必ずしも必要なデータではないと考えていた。発言の評価を誤り、十分な検討を怠っていた」としている。
その上で、木村伊量社長が紙面で「誤った内容の報道となったことは痛恨の極みです。読者と東京電力福島第一原発で働いていた所員をはじめ、みなさまに深くおわびします」と謝罪。
朝日新聞社は2014年9月13日の朝刊で、この「吉田調書」報道の間違いを認めて記事を取り消したことを受け、「東京電力社員らの9割にあたる約650人が吉田昌郎所長の待機命令に違反し、福島第2原発に撤退した」との報道に対し「事実をねじ曲げた」と報じ、朝日新聞に抗議書を送っていたノンフィクション作家の門田隆将、『週刊ポスト』、写真週刊誌『FLASH』、それに産経新聞社に「おわびの意思を伝えた」とする記事を掲載した。
また、朝日新聞は、2014年9月13日の朝刊の社説や1面コラムで、それぞれ謝罪した上で、誤報によって「誤った印象が海外に広まったこと」について、木村伊量社長名のおわびを、英語版に加え韓国語、中国語にも翻訳し、外国語サイトにも掲載。
社説では、「吉田調書」に関する記事を過去の社説でも取り上げていたことを挙記した上で「社説を担う論説委員室として、読者や関係者の方々にかさねて深くおわびします」と謝罪した。
また、『朝日新聞』夕刊1面コラム「素粒子」（2014年5月20日）では、原発事故を巡る「吉田調書」に関して「『フクシマ50』の称賛の裏に勝手に撤退した650人。傾く船から逃げだすように」と記していたが、2014年9月13日の同コラムでは、改めてこの問題に触れた上で「小欄の過剰な表現を撤回しおわびします」とした。
さらに、朝日新聞社は「抗議は前提となる事実を欠くものであり、抗議したこと自体が誤っておりました」とした上で、抗議書を撤回した上で、8月19日付の朝刊「産経記事巡り本社が抗議書」の記事を取り消す措置を採った。
この、吉田調書をめぐっては、『産経新聞』が2014年8月18日付の朝刊で門田隆将の寄稿「朝日は事実曲げてまで日本人おとしめたいのか」（東京本社版）を掲載したが、朝日新聞は「名誉と信用を傷つけられた」として、2014年8月18日付で産経の小林毅東京編集局長と門田あてに抗議書を送付し、紙面で報告していた。朝日新聞は、産経新聞への抗議書の中で「納得のいく回答が得られるまで貴社の取材には応じられませんので、回答は保留させていただきます」としていたが、これを撤回した。
朝日新聞社は2014年9月17日の朝刊社会面にて、「東京電力と関係者の皆様に改めておわびします」との記事を掲載した。
記事では「朝日は東電に対し、東京電力事故の吉田昌郎元所長の調書に関する報道の間違いについて、直接訪問しておわびしたい」と伝えたが、東京電力広報部からは「紙面により十分ご説明いただいているものと思っておりますので、わざわざお越しいただくまでもございません」などと文書で回答があったと掲載されている。東京電力広報部は、『読売新聞』の取材に対して、「（2014年9月）12日に朝日新聞から電話で、来社しておわびしたいという申し出があった。回答は記事に記載された通りです」と話している。

## 専門家による指摘

### 原子力工学
米国の原子力専門家らが報道陣向けに電話会見し、その中で物理学者のケン・バージェロン（Ken Bergeron）は「福島第一原発は、非常用ディーゼル発電機も使用できなくなったため、原発に交流電流を供給できなくなるステーション・ブラックアウト（station blackout, 全交流電源喪失）と呼ばれる状況に陥っている。ステーション・ブラックアウトは、実際に発生する可能性は極めて低いと考えられていたが、地震と津波により想定外の事態になったのだろう」と述べた。
マサチューセッツ工科大学（MIT）のJosef Oehmen博士とMITの原子力理工学科 (Department of Nuclear Science and Engineering) が共同で発表したドキュメント（和訳）によると、
- 炉心の核分裂連鎖反応は既に停止しており、現在の発熱源は定格出力比約7%の核分裂生成物の崩壊熱によるものである。
- 核分裂生成物のうちには放射性のセシウムとヨウ素の同位体が含まれる。
- 炉心付近で起こっている爆発は水素の燃焼によるものであり、核爆発によるものではない。

2011年3月16日、京都大学原子炉実験所（現・京都大学複合原子力科学研究所）原子力基礎工学研究部門教授の宇根崎博信は、UNN関西学生報道連盟に対し次のように述べた。
- 当該事故発生の原因について、「様々な情報を総合すると、地震ではなく津波が原因」であり、「（津波の）水が原子力施設に与えた影響が想定」を超えていたためこのような事態を招いた。原子炉は「外部からの電力供給が断たれた時の非常用発電設備」を持っているが、「津波によってその機能」が損失したため、このような状況に陥った。
- 「（2011年3月16日の）時点で考えうる最悪の場合は部分的に燃料が溶け、水蒸気爆発が生じ、部分的に格納容器や圧力容器を破損させ、今まで以上に放射性物質を放出させる事態」だが、「その可能性は極めて低い」といえる。
- 住民の健康への影響については、「退避圏の外で（2011年3月16日時点までに）観測されている（放射性物質の）値を見る限り、健康に影響が出る値」ではないので恐らく大丈夫であろう。
- 「原子炉の設計に津波の影響」は考慮されていたが、「それをはるかに超えた津波」であった。「（既存の原子力）施設の安全設計が妥当か」を考え直していくことが必要である。

## 第三者による事故調査・報告

### 国会の事故調査委員会
2011年9月30日、第178回国会で「東京電力福島原子力発電所事故調査委員会」を設ける『東京電力福島原子力発電所事故調査委員会法』が成立し、10月より施行され、2011年12月1日に事故調査委員会のメンバーは「東京電力福島原子力発電所事故に係る両議院の議院運営委員会の合同協議会」から推薦され、翌2日衆参両院本会議で承認された。委員長は黒川清、委員は田中耕一ら9人。
この法に基づき、設けられる事故調査委員会は、2011年5月24日の閣議決定により政府の内閣官房に設置される「東京電力福島原子力発電所における事故調査・検証委員会」とは異なり、国会が主体となり独自の調査を行う。事故調査委員会は東京電力やその関連事業体、また政府・内閣を含む関係行政機関などから聞き取り調査や資料などの提出を求めることができる。調査委員会は委員長と9人の委員任命した日から起算しておおむね6か月後に調査結果報告書を衆議院議長および参議院議長に提出しなければならない。なお、『東京電力福島原子力発電所事故調査委員会法』は施行から1年で効力を失う。調査への協力拒否には議院証言法による罰則もあり得る。委員会の会議は原則公開することとされた。
東京電力福島原子力発電所事故調査委員会は、報告書をまとめ、2012年7月5日、衆参両院議長に提出した。報告書では本事故を以下のように結論付けた。

#### 最終報告書英語版序文に対する異論
毎日新聞論説室の福本容子は、2012年7月20日、黒川清委員長による英語版最終報告書の序文における「島国根性」「集団主義」「権威に異を唱えない体質」などの列挙および「事故の根本的な原因は、日本文化の慣習に根ざしたもの」という表現に対し、最終報告書日本語版本文に無い内容が含まれ、事故原因を文化のせいにしたとして、これを問題視する論説を上梓した。また、このことを問題とした上で、米ブルームバーグでは、原子力村の金絡みでの安全軽視は日本特有ではないと反論していると記述した。記事によれば、黒川は、日本外国特派員協会での会見で日本語版と内容が違う理由を質問された際に「（英語版は）国際社会向けに書いた。日本人が『日本文化の慣習に根ざしたものが原因』を理解できると思う?」と記者に逆質問したとされている。

### 民間の独立検証委員会
民間有識者などが構成した「福島原発事故独立検証委員会」は約300人の関係者から聴取を行い、2012年2月28日に400ページの検証・調査報告書を取りまとめ、発表した。なお東京電力の関係者は聴取に一切応じなかったとされる。このことは『読売新聞』、産経ニュース、NHKなど多くの報道機関で取り上げられた。

## 福島第一原子力発電所事故を題材とした作品
映画
- 朝日のあたる家（2013年）
- 太陽の蓋（2016年）
- Fukushima 50（2020年）

配信ドラマ
- THE DAYS（2023年）Netflix配信